# Boris Vian
Pour les articles homonymes, voir Vian (homonymie).
Boris Vian, né le 10 mars 1920 à Ville-d'Avray (Seine-et-Oise) et mort le 23 juin 1959 à Paris 7e, est un écrivain, poète, parolier, ingénieur, chanteur, critique musical, musicien de jazz (trompettiste) et directeur artistique français.
Ingénieur formé à l'École centrale, Vian s'est aussi adonné aux activités de scénariste, de traducteur (anglais américain), de conférencier, d'acteur et de peintre.
Sous le pseudonyme de Vernon Sullivan, il a publié plusieurs romans dans le style américain, parmi lesquels J'irai cracher sur vos tombes qui fit scandale et lui valut un procès retentissant. Si les écrits de Vernon Sullivan ont attiré à Boris Vian des ennuis avec la justice et le fisc, ils l'ont enrichi à tel point qu'il disait que Vernon Sullivan faisait vivre Boris Vian. Il a utilisé d'autres pseudonymes, parfois sous la forme d'une anagramme, comme Bison Ravi ou Brisavion, pour signer une multitude d'écrits.
Boris Vian a pratiqué plusieurs genres littéraires : poésie, documents, chroniques, nouvelles,  pièces de théâtre et scénarios pour le cinéma. Son œuvre est une mine dans laquelle on continue de découvrir au XXIe siècle de nouveaux manuscrits. Sa bibliographie reste difficile à dater, lui-même ne datant pas toujours ses manuscrits. Ainsi, Noël Arnaud dans les Vies parallèles de Boris Vian, et Claude J. Rameil qui ont fait des recherches poussées, ne donnent pas les mêmes dates que les proches de l'auteur sur l'année de publication d' œuvres comme les Cent sonnets.
Il est également l'auteur de peintures, de dessins et de croquis, exposés en annexe de La Nouvelle Revue française en 1946. Une exposition à la Bibliothèque nationale de France lui a été consacrée en 2011-2012.
Pendant quinze ans, il a promu le jazz, qu'il a pratiqué dès 1937 au Hot Club de France. Ses chroniques, parues dans Combat, Jazz-hot, Arts, ont été rassemblées en 1982 : Écrits sur le jazz. Il a créé les quarante-huit émissions radiophoniques Jazz in Paris, dont les textes, en anglais et en français, étaient destinés à une radio new-yorkaise , et dont les manuscrits ont été rassemblés en édition bilingue en 1996.

Son œuvre littéraire, peu appréciée de son vivant, est saluée à partir de 1960-1970. L'Écume des jours  avec ses jeux de langage et ses personnages à clef, est devenu un classique, étudié dans les collèges et lycées. 

« Si, au cours de sa brève existence, il a multiplié les activités les plus diverses, son nom s'inscrit aujourd'hui parmi les plus significatifs de la littérature française. »

Réputé pessimiste, Boris Vian adorait l'absurde, la fête et le jeu. Il est l'inventeur de mots et de systèmes parmi lesquels figurent des machines imaginaires et des mots, devenus courants. Il a élaboré des projets d'inventions originales lorsqu'il étudiait  à l'École centrale Paris. Sa machine imaginaire la plus célèbre est restée le pianocktail, instrument à faire des boissons tout en se laissant porter par la musique.
Il meurt en 1959 (à 39 ans) à la suite d'un accident cardiaque survenu lors de la projection de l'adaptation cinématographique de son livre J'irai cracher sur vos tombes. Adepte d'Alfred Jarry et d'une certaine forme de surréalisme, son adhésion au Collège de 'Pataphysique fit de lui un Satrape auquel le collège rend hommage en annonçant la mort apparente du « Transcendant Satrape ».

## Biographie

### Enfance et origines

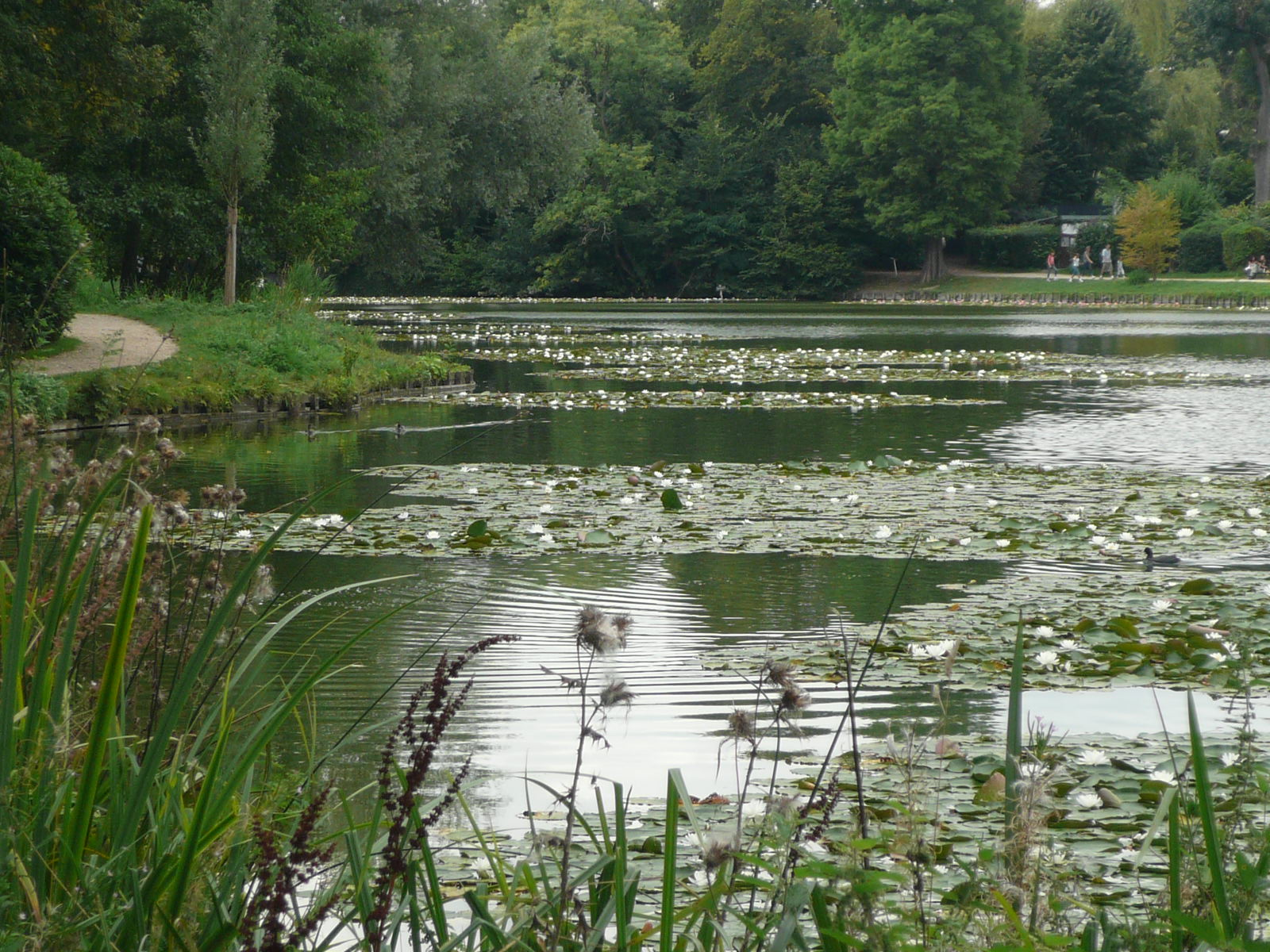
Un des étangs de Ville-d'Avray où les enfants Vian vont pêcher les grenouilles.

En dépit de son prénom et de son physique qui firent croire à des origines russes, il est issu d'une famille des Alpes-Maritimes dont le nom, selon Philippe Boggio, serait d'origine piémontaise : Viana. Son aïeul Séraphin Vian naquit en 1832 à Gattières, dans les Alpes-Maritimes, près de la frontière italienne. Fils de cordonnier et petit-fils de maréchal-ferrant, il fait carrière dans l'alchimie du métal. Son fils Henri, le grand-père de Boris, formé à la bronzerie d'art, épouse Jeanne Brousse, héritière des papeteries Brousse dont la fortune vient compléter celle des Vian. Henri est notamment le créateur  des grilles de la bibliothèque de la villa Arnaga d'Edmond Rostand à Cambo-les-Bains, et des bronzes du Palais Rose de l'avenue Foch de Boni de Castellane.
Henri et Jeanne vivent sur un grand pied. Ils habitent à Paris l'hôtel Salé, puis le château de Villeflix, à Noisy-le-Grand. Ils ont leur loge à l'Opéra et une maison à la campagne. C'est dans l'opulence que naît le 4 mars 1897 leur fils Paul, qui épouse le 3 décembre 1917, Yvonne Ravenez de huit ans son aînée, fille du riche industriel Louis-Paul-Woldemar Ravenez et de Jeanne Elisabeth Marshall. Paul Vian est assez riche pour ne pas travailler ; il se déclare « sans profession » à son mariage.
Paul et Yvonne s'installent dans un hôtel particulier à Ville-d'Avray, rue de Versailles, où naissent le 17 octobre 1918 Lélio, et le 10 mars 1920, Boris. Ils acquièrent ensuite une villa, « Les Fauvettes », rue Pradier, non loin du parc de Saint-Cloud, où naissent deux autres enfants : Alain le 24 septembre 1921 et Ninon le 15 septembre 1924,. Les Vian mènent une vie insouciante : ils ont chauffeur, professeur à domicile, coiffeur à domicile, jardinier. Yvonne est musicienne, elle joue Erik Satie, Claude Debussy ou Maurice Ravel à la harpe et au piano. Elle a donné aux deux aînés des prénoms issus d'opéras : Boris pour Boris Godounov de Modeste Moussorgski, et Lélio pour Lélio ou le Retour à la vie d'Hector Berlioz. Ils ont pour voisin Jean Rostand, et les enfants Vian iront pêcher dans les étangs environnants des grenouilles avec son fils François.
Le krach de 1929 ruine Paul Vian qui perd la majeure partie de sa fortune dans les manipulations boursières de la société des hévéas de Cochinchine et qui ne peut réintégrer la fabrique de bronze car elle a changé de mains. Il est obligé d'abandonner la maison principale et d'aller habiter avec les enfants et le jardinier dans la maison du gardien qu'il a fait rehausser d'un étage tout en conservant une étroite bande de terrain et un carré de pelouse. La villa est louée à la famille Menuhin avec laquelle les Vian ont d'excellents rapports, les enfants jouent avec leur fils Yehudi Menuhin qui est un prodige et qui invite la famille Vian à venir l'écouter à Paris en concert, ce qui ravit Yvonne. Ce sont les rares sorties où Yvonne ne s'inquiète pas pour ses enfants. De caractère anxieux et autoritaire, elle favorise tous leurs jeux à condition de garder sa nichée à portée de voix.
Paul s'essaie à travailler, il commence à traduire quelques textes que lui procure Louis Labat (traducteur de Walter Scott et Arthur Conan Doyle). Les rentrées d'argent sont insuffisantes et il devient représentant-associé pour le laboratoire homéopathique de l'abbé Chaupitre. Paul abandonne sa luxueuse Packard pour une fourgonnette qui lui sert à faire ses tournées chez les commerçants. Il devient ensuite démarcheur pour une agence immobilière de l'avenue de l'Opéra jusqu'à sa mort le 22 novembre 1944. De l'avis de Noël Arnaud « ce grand bourgeois ruiné gardait une tête qu'il portait haut (1,90 m) […] et ne s'est jamais mué en prolétaire en faux-col, aigri et revanchard, mais plutôt en aristocrate fin de race ».
Il reste à la famille Vian un autre « paradis », à Landemer, dans le Cotentin, à l'ouest de Cherbourg, une propriété où sont construits trois chalets en pin situés en haut des falaises, où sa mère entretient un jardin luxuriant. C'est cet univers que Boris reproduit dans son roman L'Arrache-cœur en inventant force noms de fleurs : « Le Jardin s'accrochait partiellement à la falaise […] des ormades sauvages, aux tiges filiformes, bossuées de nodosités monstrueuses, qui s'épanouissent en fleurs sèches comme des meringues de sang, des touffes de réviole lustrée gris perle […] ».
À douze ans, à la suite d'une angine infectieuse, Boris souffre de rhumatismes articulaires aigus, qui provoquent une insuffisance aortique. À partir de là, le garçon est élevé dans du coton, à la manière de Wolf, l'enfant couvé de L'Herbe rouge  où des passages entiers décrivent la façon dont il était surprotégé. Wolf explique à Monsieur Perle qui l'interroge sur ses parents : « Ils avaient toujours peur pour moi, je ne pouvais pas me pencher aux fenêtres, je ne traversais pas la rue tout seul, il suffisait qu'il y ait un peu de vent pour qu'on me mette ma peau de bique […]. »
Paul Vian a par la suite construit une salle où ses enfants peuvent organiser des fêtes. Cette salle de jeu, que Paul « en fameux bricoleur » a reliée à la maison, permet aussi d'organiser des tournois de tennis de table, des bals. Les copains de quartier (parmi lesquels se trouve le futur ministre François Missoffe) rejoignent les Vian. C'est là que Boris et ses frères montent leur première formation : L'Accord jazz à partir de 1938. Le fait qu'ainsi ses enfants puissent s'amuser sur place rassure Yvonne ; il a pour conséquence de couper encore davantage Boris et ses frères du monde extérieur. Boris regrettera en partie ce confort de vie qui l'a maintenu dans l'ignorance des faits politiques et sociaux, et il va par la suite se révolter comme Citroën, l'un des « trumeaux » de L'Arrache-cœur (avec Joël et Noël).

### Famille

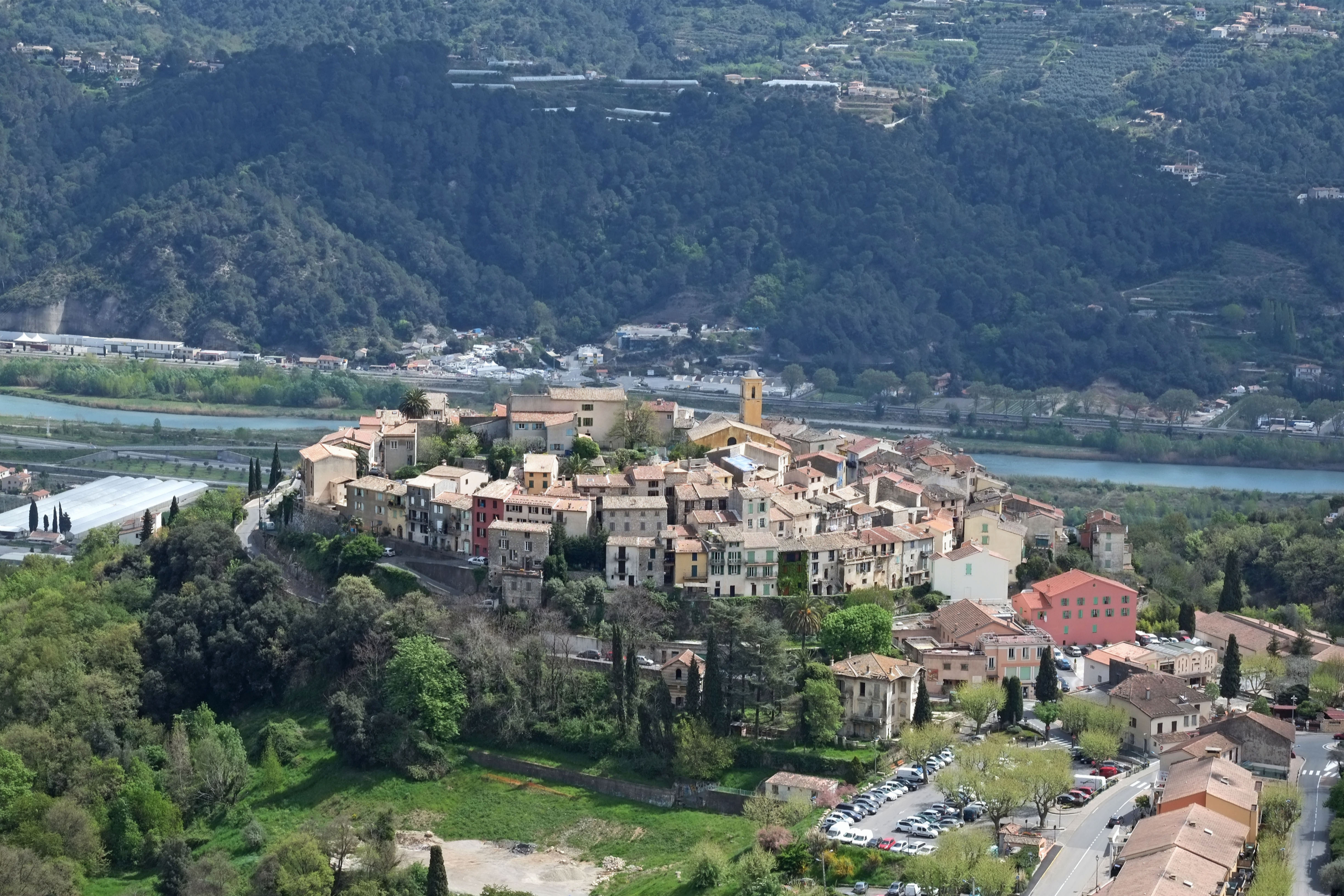
Vue du village de Gattières.

Dès le début du XVIIIe siècle, la famille Vian est installée à Gattières, aujourd'hui dans le département des Alpes-Maritimes, à l'époque paroisse du Comté de Nice, qui par le traité de Turin du 24 mars 1760, sera cédée au royaume de France – dont elle est séparée par le fleuve Var – par Charles-Emmanuel III, roi de Sardaigne, duc de Savoie et prince de Piémont de 1730 à 1773.
- Paul Georges Vian, né à Paris (3e arrondissement) le 4 mars 1897, mort à Ville-d'Avray (Hauts-de-Seine) le 22 novembre 1944, épouse à Marnes-la-Coquette (Hauts-de-Seine) le 3 décembre 1917 Yvonne Fernande Louise Alice Ravenez, née à Neuilly-sur-Seine (Hauts-de-Seine) le 5 avril 1889, morte à Paris (14e arrondissement) le 21 janvier 1976, dont :
  - Boris Paul Vian, né à Ville-d'Avray le 10 mars 1920, mort à Paris (7e arrondissement) le 23 juin 1959, épouse :
    - à son premier mariage à Paris (10e arrondissement) le 3 juillet 1941 Michelle Marie Léglise, née à Bordeaux (Gironde) le 12 juin 1920, dont il divorce le 20 janvier 1953, dont :
      - Patrick Vian, né le 12 avril 1942, musicien, mort en 2023
      - Carole Vian, née le 16 avril 1948, morte en 1998

    - à son second mariage à Paris (18e arrondissement) le 8 février 1954 Ursula Kübler, danseuse du ballet Roland Petit, née à Zurich (Suisse) le 6 septembre 1928, morte le 18 janvier 2010 à Eus (Pyrénées-Orientales).

### Les études, la guerre et le jazz

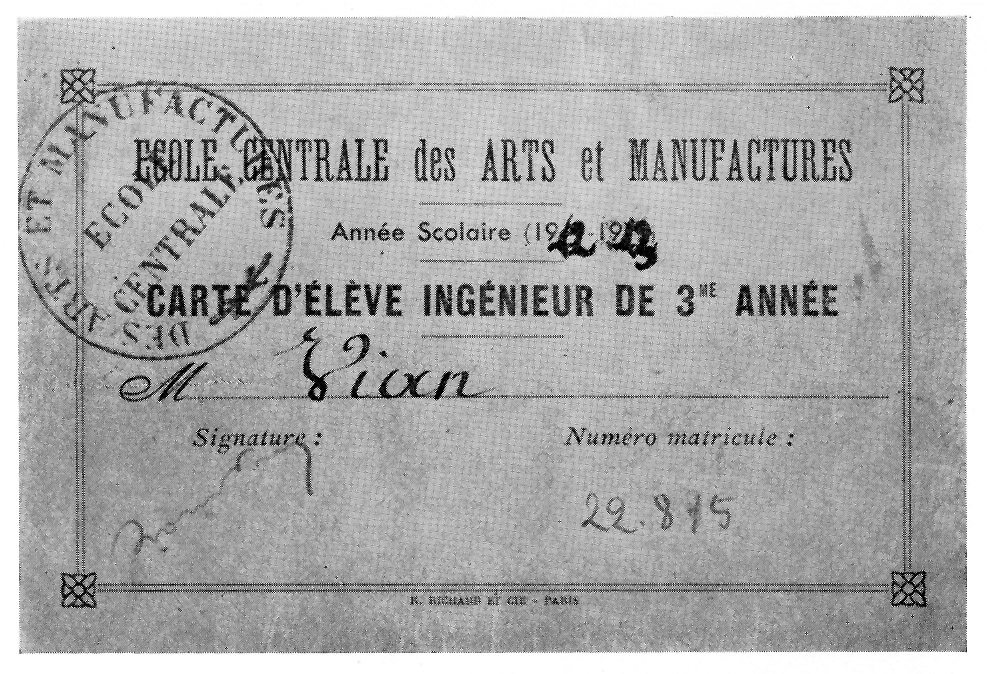
Carte d'élève centralien de Boris Vian.

Vian fait ses études au collège de Sèvres, puis au lycée Hoche de Versailles jusqu'en 1936. À cette époque, il joue de toutes sortes d'instruments fantaisistes parmi lesquels le « peignophone », composé d'un peigne et de papier à cigarette. Sa scolarité est souvent interrompue en raison d'accidents de santé. Malgré une fièvre typhoïde, à l'âge de 16 ans, il passe avec dispense son baccalauréat latin-grec, et entre en terminale au lycée Condorcet, à Paris en 1936. En 1937 à 17 ans, il obtient le second baccalauréat (philosophie, mathématiques, allemand). Il suit les classes préparatoires des grandes écoles scientifiques du lycée Condorcet, est admis en 1939 au concours d'entrée à l’École centrale, où il obtient son diplôme d'ingénieur en 1942.
Le 6 novembre 1939, Boris rejoint l'École centrale repliée à Angoulême. Toutefois en voyant passer les convois de réfugiés belges, il mesure l'absurdité d'une situation dont, jusque-là, les échos ne lui parvenaient que sous forme de rumeurs. Confronté à une réalité qui le dépasse, il écrit par la suite : « Je ne me suis pas battu, je n'ai pas été déporté, je n'ai pas collaboré, je suis resté quatre ans durant un imbécile sous-alimenté parmi tant d'autres. »

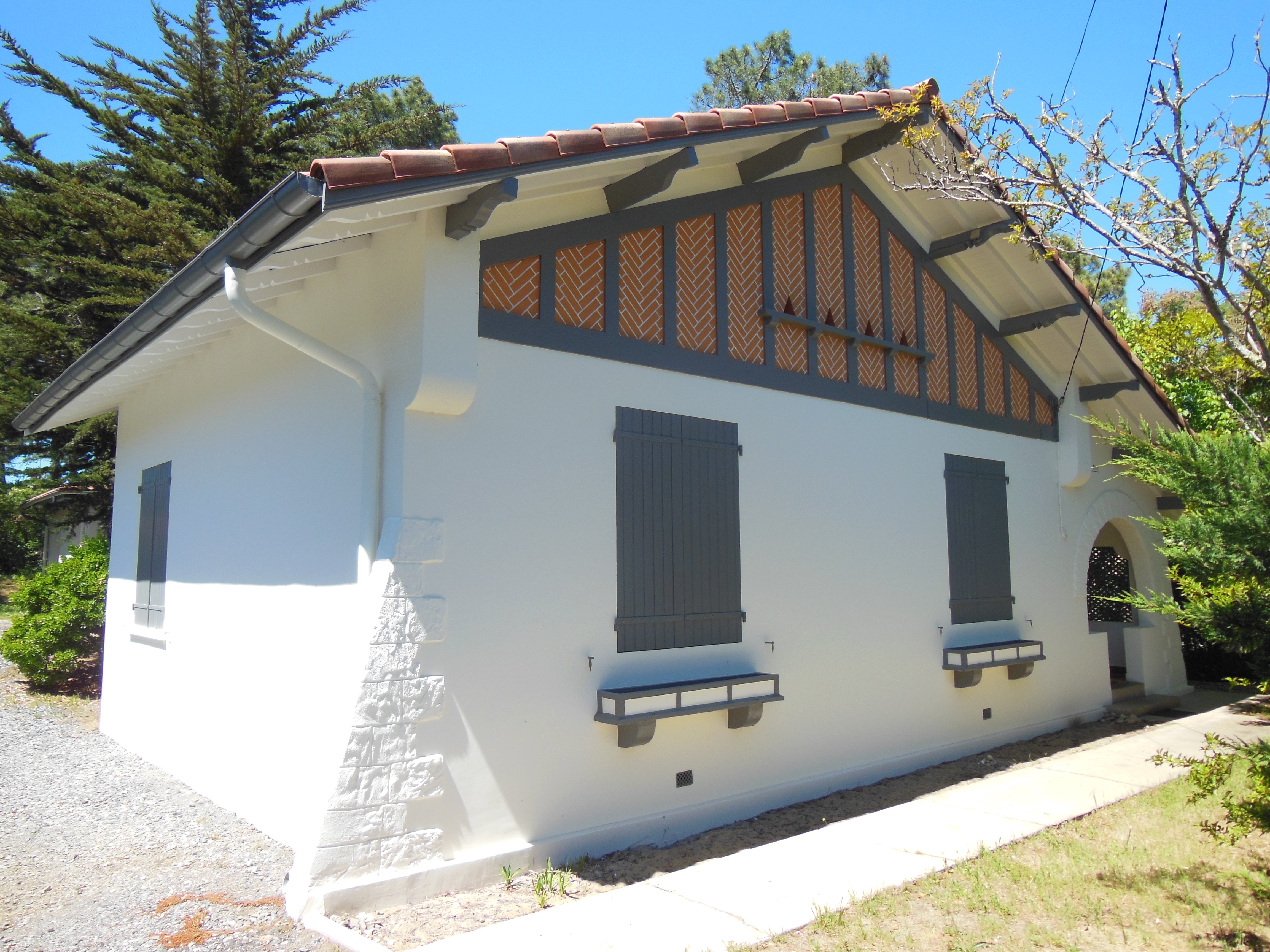
Villa de Capbreton, accueillant le séjour de Boris Vian pendant l'Occupation allemande.

En juillet 1940, fuyant la zone occupée, la famille Vian s'installe dans la villa Emen-Ongi, aujourd'hui au 4 rue Laborde à Capbreton.

#### Michelle
Boris Vian fait partie d’une bande d'amis avec son frère cadet Alain, Jacques Loustalot surnommé « le Major », ainsi que Claude et Michelle Léglise qui sont frère et sœur. Michelle et Boris ont vingt ans tous les deux, ils se retrouveront à Paris. Lorsque Boris vient demander la main de Michelle, la famille Léglise, bourgeoisie vieille France proche de l'Action française, et antisémite, est loin d'être enthousiaste. Elle considère cette union comme une mésalliance. Mais les fiançailles ont tout de même lieu le 12 juin 1941, jour des vingt et un ans de la fiancée et de sa majorité. Et le mariage se déroule le 3 juillet pour le mariage civil, le 5 juillet 1941 à l'église. La cérémonie est célébrée à l'église Saint-Vincent-de-Paul de Paris.

#### La «trompinette»
Parallèlement à ses études, Boris apprend à jouer de la trompette. Il s'inscrit au Hot Club de France, présidé par Louis Armstrong et Hugues Panassié, dès 1937. Avec son frère Lelio (à l'accordéon et à la guitare), et son autre frère Alain (à la batterie), il monte une petite formation qui anime d'abord les surprises-parties avant de rejoindre en 1942 l'orchestre amateur de Claude Abadie qui joue du dixieland, et qui s'efforce de sortir des sentiers battus et des sempiternelles jams de règle chez les musiciens amateurs français. Deux ans plus tard, le 10 janvier 1944, il rencontre Claude Luter et il se joint à lui pour ouvrir un club de jazz le New Orleans Club qui ne fonctionnera que quelques jours à Saint-Germain-des-Prés. Ils vont jouer ensemble plus tard au Caveau des Lorientais, et au Tabou. Après la Libération de Paris, on le retrouve avec l'orchestre Abadie qui est considéré comme l'un des meilleurs[réf. souhaitée] orchestres de jazz amateur de l'époque.
Le jazz et les fêtes sont un moyen pour Boris de compenser l'ennui que lui procurent ses études à l'École centrale. Il rédige Physicochimie des produits métallurgiques, 160 pages, abondamment illustré de graphiques et de dessins techniques, écrit en collaboration avec les élèves du même cours parmi lesquels se trouve Jabès. L'ouvrage est orné d'un avant-propos en alexandrins et en vieux françoys, avec en épitaphe une citation d'Anatole France.
Cette brochure ronéotypée de cent soixante pages est la première œuvre écrite de Vian. Toutefois, il préfère les répétitions aux révisions et il exprime violemment le peu de crédit qu'il accorde aux cours « donnés par ces professeurs idiots qui vous bourrent le crâne de notions inutiles, compartimentées, stéréotypées […] Vous savez maintenant ce que j'en pense de votre propagande. De vos livres. De vos classes puantes et de vos cancres masturbés[…] ».
Sa première chanson date de la même époque : La Chanson des pistons,, chanson gaillarde dans la tradition des grandes écoles, qui comporte 23 couplets où il est beaucoup question de roustons et de zizi.
À l'Association française de normalisation (AFNOR), où il est engagé dans la section verrerie le 24 juillet 1942 et jusqu'en 1946, il découvre l'aspect ubuesque du travail de bureau. Mais l'AFNOR a le bon goût de lui verser chaque mois la somme de 4 000 francs, très supérieure à celle proposée par d'autres employeurs. En outre, ce travail lui laisse assez de temps pour se consacrer à la poésie et au jazz. En 1943, il produit Cent sonnets et Trouble dans les andains.

### L'écriture en famille
Son travail d'écriture doit beaucoup à son épouse Michelle et à l'ambiance générale de la famille Vian où l'on fabrique jeux de mots, contrepèteries et calembours. Michelle vient de commencer l'écriture d'un roman et la famille se régale de la manière dont Boris joue à plaisir sur les sonorités. Il passe d'ailleurs beaucoup de temps à compulser l'Almanach Vermot. C'est pour Michelle qu'il a déjà écrit en 1942 un Conte de fées à l'usage des moyennes personnes. Littérature et jazz sont les deux dérivatifs qui permettent au normalisateur de l'AFNOR de ne pas sombrer dans la mélancolie.
Les exégètes de son œuvre situent parfois ses premiers écrits en 1939, date incertaine puisque l'œuvre de Vian, ses notes, ses ébauches, sa correspondance et ses articles non publiés sont rarement datés, ce qui a obligé ses bibliographes d'origine, Noël Arnaud et Claude Rameil, à augmenter sans cesse leurs premières publications après de nouvelles découvertes. L'écriture est une rituelle obligation du loisir, avec des jeux très raffinés, ou des jeux de collégiens comme ceux du Cercle Legateux, monté par Alain et Boris qui en ont rédigé l'acte fondateur le 26 mai 1941. Très vite, le Cercle Legateux devient une entreprise familiale à but non lucratif, dont la présidente d'honneur est madame Claude Querer, et le président, Alain. L'entreprise est dotée de statuts, chaque membre en possède une carte imprimée frappé du sceau Nana Vili (Alain Vian). Il existe plusieurs sections dont l'une, présidée par Boris, est consacrée à la fabrication de modèles aéronautiques et dont les statuts sont rédigés par Boris sur le mode plaisantin.
Réunies dans un petit carnet, on retrouve dans les notes de Boris le goût de la farce égrillarde. Dans les règles de l'association, on lit : « les membres femelles ne devront pas toucher le zizi ». Le président du club est Boris. Un autre cercle Le Cercle Monprince, auquel participe toute la famille, a pour but de parodier le langage administratif et le journalisme pompeux. François, Jean Rostand, Alain et des voisins de la rue Pradier se réunissent pour des tournois, avec tirage au sort et compte rendu. Les adultes de la rue Pradier, parmi lesquels Paul Vian et Jean Rostand se révèlent les plus actifs, sont des passionnés des cadavre exquis, des bouts rimés, des jeux d'esprit et d'écriture comme les aiment les surréalistes. Les dimanches ou certains soirs après le dîner on tire au sort des mots à assembler en rimes.
Le jeu des bouts-rimés est un exercice auquel se livrait en permanence la famille Vian et son entourage composé de la famille Rostand, la famille Léglise et de certains voisins comme André Martin. Boris Vian qui avait une âme d'archiviste en avait gardé toute la collection, classée dans des sous-chemises découpées dans les bons de commandes du laboratoire de l'abbé Chaupitre. La plupart sont datées de 1940-1941, la dernière date figurant sur une chemise est le 21 août 1943. Outre les habitués, on compte des participants occasionnels comme Jean Carmet ou le musicien Jacques Besse.

L'exercice se déroulait ainsi : des mots étaient proposés à partir desquels il fallait fabriquer un petit poème. Exemple : 

« En hiver 1940-1941, furent proposés : Auspice, Troupier, Frontispice, Soulier, Borda, Concordat, Minutie, Faubourg, Habsbourg à partir desquels Boris composa le poème : Un jeune homme un beau jour consulta les auspices - Quel métier ferait-il? Serait-il troupier? - Son nom s'inscrirait-il plutôt au frontispice - D'un bouquin poussiéreux? Vendrait-il des souliers? - Étant jeune, il pensait préparer le Borda - Les marins sont un peu de l'aristocratie - Prêtre? Il fallait compter avec le Concordat - Horloger? Son travail manquait de minutie - Pour finir il fréquenta dans le Faubourg - La fille, et l'épousa, du dernier des Habsbourg »

Paul Vian n'était pas en reste. Il écrivit entre autres un poème sur la liberté d'esprit qui régnait entre un père et ses enfants. Il possédait un talent capable de rivaliser avec celui de son fils Boris. De cette époque, Boris écrit : « J'étais merveilleusement inconscient. C'était bon ».
Ces jeux de société ne sont encore qu'une incitation à l'écriture. Mais le véritable déclencheur pour l'écrivain Boris Vian, est sans doute l'influence de Michelle, qui possède une certaine familiarité avec les mots et qui écrit déjà des articles pour le théâtre et le cinéma. À l'âge de dix-sept ans, elle avait commencé un roman. Les deux époux se lancent dans l'écriture de scénarios pour rire, et, croient-ils pour faire de l'argent. L'un d'eux, intitulé Trop sérieux s'abstenir, était accompagné d'une distribution d'acteurs idéale : Micheline Presle, Jeandeline, Jean Tissier, Bernard Blier, Roger Blin.

### Le swing et le drame

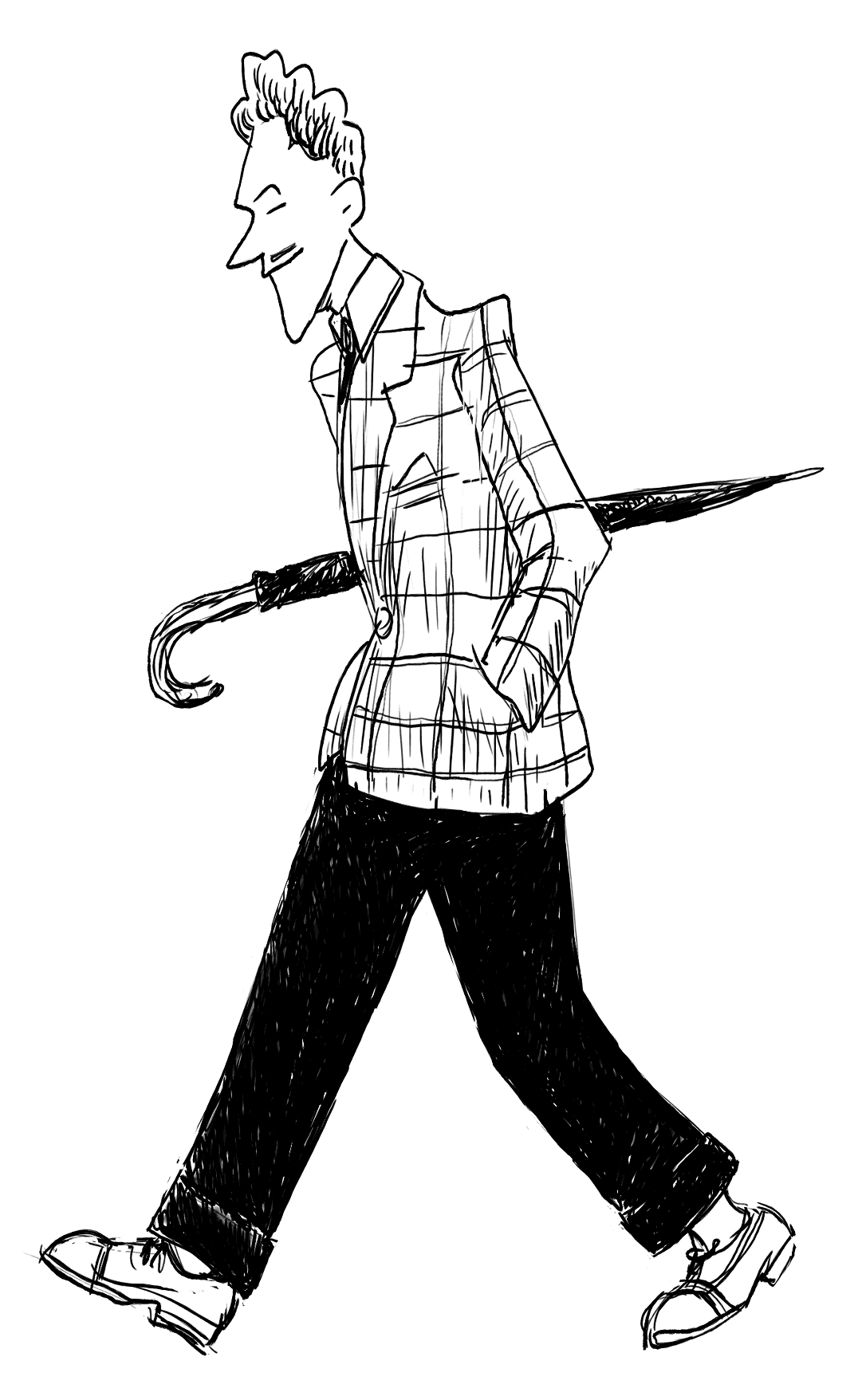
Costume masculin de style zazou.

Michelle et Boris ne sont peut-être pas des zazous, mais ils ont en commun avec cette population de jeunes gens le goût du swing et des fêtes, où ils emmènent parfois leur enfant, Patrick, né le 12 avril 1942. Leurs surprises-parties sont encore cantonnées à « Viledavret » : c'est ainsi qu'il orthographie la ville dans sa correspondance et dans son journal intime publié ensuite sous le titre Journal à rebrousse-poil. Dans ces fêtes-là, on trouve les zazous de la périphérie chic, là où la police de la zone occupée ne patrouille pas. Ils ne vont pas encore dans les bars du Quartier latin ni dans les caves. Mais l'attitude de Boris Vian est assez voisine de celle des zazous parce qu'ils sont d'abord « très très swing et qu'ils aiment le jazz. » Dans Vercoquin et le Plancton, il fait une description vestimentaire des zazous : « Le mâle portait une tignasse frisée et un complet bleu ciel dont la veste lui tombait aux mollets […] la femelle avait aussi une veste dont dépassait d'un millimètre au moins une ample jupe plissée en tarlatane de l'île Maurice. »
Attaqués par les journaux conservateurs, les zazous en rajoutent en investissant d'abord les cafés des Champs-Élysées, puis du Quartier latin. Mais malgré les éditoriaux de La Gerbe, l'occupant ne voit pas en eux des ennemis : ils ne sont ni communistes, ni juifs, ni résistants. Seul le journal L’Illustration en fait un portrait teigneux et tellement surréaliste qu'il ressemble à ceux de Boris Vian dans Vercoquin et le Plancton où l'écrivain a rassemblé toute la bande formée de ses frères, de ses amis et de Michelle (Michelle pour qui Boris taille parfois des talons compensés destinés à ses chaussures).
En 1944, Boris écrit un scénario, (Histoire naturelle), et des poèmes qu'il réunit dans un recueil intitulé après plusieurs avatars Un Seul Major, un Sol majeur, en hommage à son ami Jacques Loustalot, dit le Major, rencontré à Capbreton pendant la drôle de guerre. En 1944, il envoie une ballade à la revue Jazz Hot (qu'il écrivait Jazote) et signe de son anagramme Bison Ravi.
Mais cette même année, le monde des Vian s'effondre : le père, Paul, est assassiné dans sa maison dans la nuit du 22 au 23 novembre 1944, par deux intrus. « On croira se souvenir qu'ils portaient des brassards FFI. » L'enquête de l'hiver 1944-1945 tourne court. Faute de suspect, le dossier est déclaré clos le 17 janvier 1945. Les chalets de Landemer ont été détruits par les Allemands. Et Boris, considéré comme le « plus sage de ses enfants », a reçu de son père la lourde mission de vendre la maison familiale de « Viledavret » qu'il lui a léguée par testament. Mais après les Menuhin, la villa a été louée à un diplomate sud-américain dont la nombreuse famille a mis à mal le mobilier et les aménagements intérieurs. De sorte que la belle villa de Paul est dépréciée et se vend à bas prix.
Cette année-là, avec Michelle, il se réfugie dans l'appartement parisien des Léglise, rue du Faubourg-Poissonnière. Cependant François Rostand confie à son père, publié chez Gallimard, le manuscrit de Vercoquin et le Plancton que Jean Rostand  transmet à Raymond Queneau, secrétaire général des éditions Gallimard. Et le 18 juillet 1945, Boris signe son premier contrat d'auteur. À partir de ce jour, Boris Vian et Raymond Queneau (que l'on retrouve dans tous les caveaux de Saint-Germain-des-Prés) deviennent des amis très proches, avec sans doute une relation de type père-fils, et en commun ce goût immodéré du jeu avec les mots.

### Le rat de cave et l'écrivain

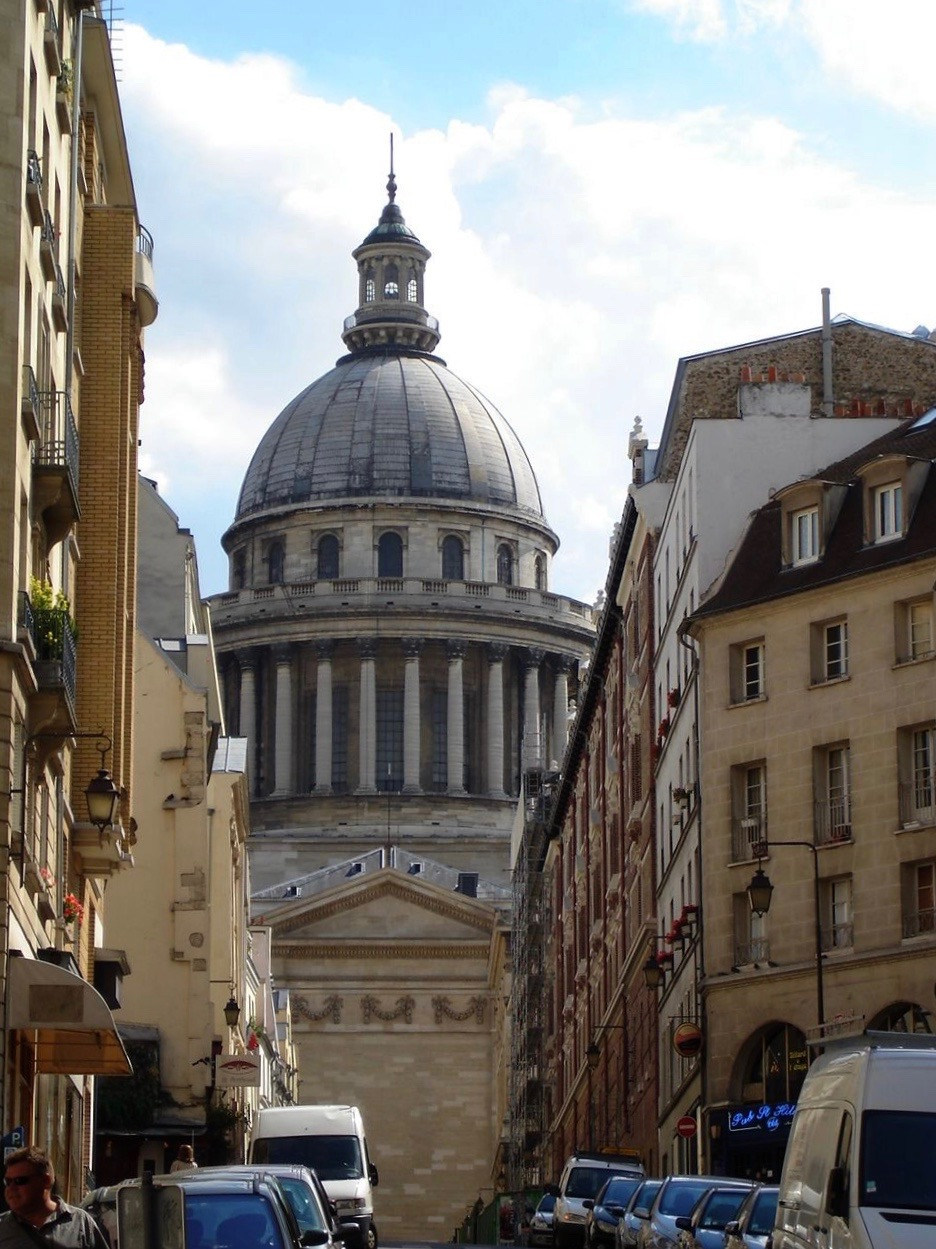
Le haut de la rue des Carmes, vue depuis la rue des Écoles, donnant sur le Panthéon de Paris. Là se trouvait en 1946 le Caveau des Lorientais.

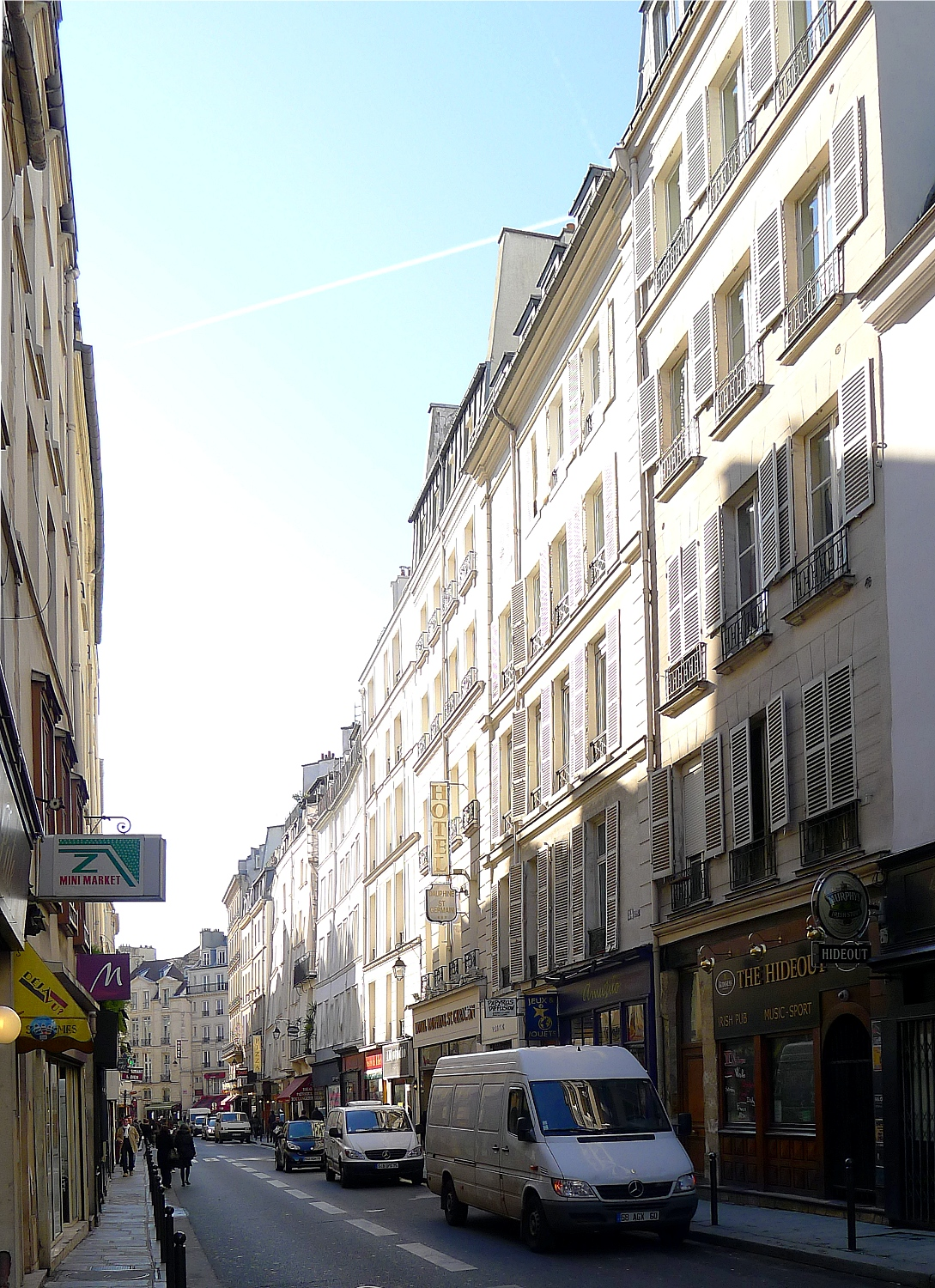
Rue Dauphine à Paris, où se trouvait la cave « Le Tabou ».

Contrairement à une légende, Boris Vian n'a pas créé Saint-Germain-des-Prés, symbole de l'existentialisme et des zazous. S'il connaît le quartier (qu'il n'a jamais habité, ayant toujours résidé rive droite, en raison notamment du montant des loyers) depuis 1944, il ne commence à le fréquenter très régulièrement qu'en 1946 à la création du Caveau des Lorientais. « Boris, qui prend parfois la trompette, fait régner une ambiance quasi religieuse. » Si les frères Vian ont drainé le Tout-Paris au Tabou, si l'on surnommait Boris « le Prince du Tabou », à partir de 1947, Boris ne participait que très rarement aux bacchanales qui comportaient l'élection de « Miss Vice » et autres fantaisies. Il préférait organiser rue du Faubourg-Poissonnière des « tartes-parties » réunissant des musiciens de jazz.
Au Caveau des Lorientais, ouvert en 1946 rue des Carmes, on danse le Lindy hop ou le be-bop avec Claude Luter et son orchestre. Boris Vian, qui joue dans l'orchestre, se met à jouer comme Bix Beiderbecke le romantique. Comme lui, il place l'embouchure de la trompette au coin des lèvres, à ses tout débuts, mais il s'inspire plutôt de Rex Stewart par la suite. Il trouve cette population « très très swing » selon l'expression qu'il affectionne. Boris y vient avec ses amis, et après la fermeture des Lorientais, la même population se retrouve au Tabou, au 33 rue Dauphine, où viennent également des intellectuels : Maurice Merleau-Ponty, dont Boris Vian écrit, dans le Manuel de Saint-Germain-des-Prés, « qu'il contribua à entretenir la confusion sur le sens du terme existentialisme dans le faible cervelet des pisse-copie », Jacques Prévert, des journalistes que Vian surnomme les « pisse-copie » et des artistes comme Juliette Gréco, Marcel Mouloudji ou Lionel Hampton.
C'est aussi dans ces caves que Boris retrouve ses amis les plus proches Jean-Paul Sartre (le Jean Sol Partre de L'Écume des jours), Simone de Beauvoir (la Duchesse de Bovouard de L'Écume des jours), le peintre Bernard Quentin et surtout Raymond Queneau qui dirige chez Gallimard la collection La Plume au vent et qui compte y insérer Vercoquin et le Plancton après quelques retouches. Queneau a fait connaître son écœurement devant l'épuration au sein du comité des écrivains, et cela ne plaît pas aux radicaux auxquels Jean Paulhan appartient. Queneau est malgré tout convaincu des qualités d'écrivain de Vian et il lui fait signer un nouveau contrat pour Les Lurettes fourrées dont il n'a lu aucune ligne.
La publication de Vercoquin et le Plancton se fait attendre. Boris est très déçu, d'autant plus qu'il compte quitter l'AFNOR. En attendant, Queneau l'intègre à une joyeuse bande de journalistes de Combat : Alexandre Astruc, Jean Cau le gauchiste, Robert Scipion. Beaucoup font du journalisme pour entrer sans payer là où il faut être vu. Ces jeunes gens sont lancés à l'assaut des lettres, mais aussi du spectacle. C'est avec eux que Boris est invité à se produire, avec l'orchestre Abadie dans le film Madame et son flirt de Jean de Marguenat. De cette expérience, Boris tire une nouvelle, Le Figurant, insérée dans le recueil Les Fourmis édité par Les éditions du Scorpion en 1949.
Le 15 février 1946, Boris quitte l'AFNOR pour entrer à l'Office professionnel des industries et des commerces du papier et du carton. Son salaire est plus élevé, le travail plus léger, ce qui permet à l'écrivain de rédiger son premier « véritable » roman : L'Écume des jours dont l'auteur dit que c'est un mixage de toutes les périodes villdavraisoises. « Il y a beaucoup de bonheur dans l'Écume des jours. Et puis il y a le petit danger de l'homme qui sent pointer quelque chose qui le tenaille à l'intérieur ». En effet, derrière le conte rôde la mort, comme celle qui rôde autour de Boris lui-même, tenaillé par la maladie et dont l'univers au fil des années n'a cessé de se rétrécir.
Rédigé à une rapidité folle, le roman est prêt début juin 1946 pour être présenté au prix de la Pléiade sur lequel Boris compte beaucoup. Le livre est dédié à Michelle et Queneau, qui trouve Vian très en avance sur son temps, espère beaucoup puisque Jean Paulhan s'est en quelque sorte engagé. Les membres du jury sont André Malraux, Paul Éluard, Marcel Arland, Maurice Blanchot, Joë Bousquet, Albert Camus, Jean Grenier, Jacques Lemarchand, Jean Paulhan, Jean-Paul Sartre, Roland Tual et Raymond Queneau. Mais malgré le soutien de Sartre, Queneau et Lemarchand, tous les autres membres ont suivi l'avis de Paulhan, et Boris n'aura pas le prix de la Pléiade qui est décerné à Jean Grosjean pour contrebalancer les soupçons de collaboration qui pèsent sur la maison Gallimard,. « Vian est outré par l'attitude de Jean Paulhan, le pape de la NRF. Il a changé son fusil d'épaule après avoir assuré Boris de son soutien. Mais il règle encore ses comptes avec Raymond Queneau auquel il en veut toujours d'avoir le premier dénoncé les excès de l'épuration au sein du Comité national des écrivains ». Paulhan a tout simplement procédé à l'un de ces renversements d'alliance dont ses contemporains de la NRF assurent qu'il a le secret.
Cette immense déception provoque la colère de Boris dont on trouve des traces dans L'Automne à Pékin où il fustige « l'abominable contremaître Arland », « Ursus de Jeanpolent » (Jean Paulhan) et « l'abbé Petitjean » (Jean Grosjean). Il lui reste, pour se consoler, le jazz et la peinture, ainsi que sa grande amitié avec le couple Sartre-Beauvoir, et toute la bande des sartriens. Le 12 décembre 1946, Michelle et Boris donnent une « tartine-partie » dans l'appartement des Léglise où Boris assiste, éberlué, à la rupture entre Maurice Merleau-Ponty et Camus, ainsi qu'à la première brouille entre Sartre et Camus.
Vercoquin et L'Écume paraissent de façon très, trop rapprochée, sans gros effort de promotion, et ne bénéficient pas de « l'habituel accompagnement des critiques liées à la maison Gallimard. » C'est un échec commercial. Tirés à quatre mille quatre-cents exemplaires chacun, il s'en est vendu quelques centaines, et il n'y a pas de revue de presse, malgré la proposition de Gaston Gallimard qui s'est engagé à lui accorder autant de promotion qu'à l'ouvrage de Jean Grosjean.

### Le peintre Boris Vian

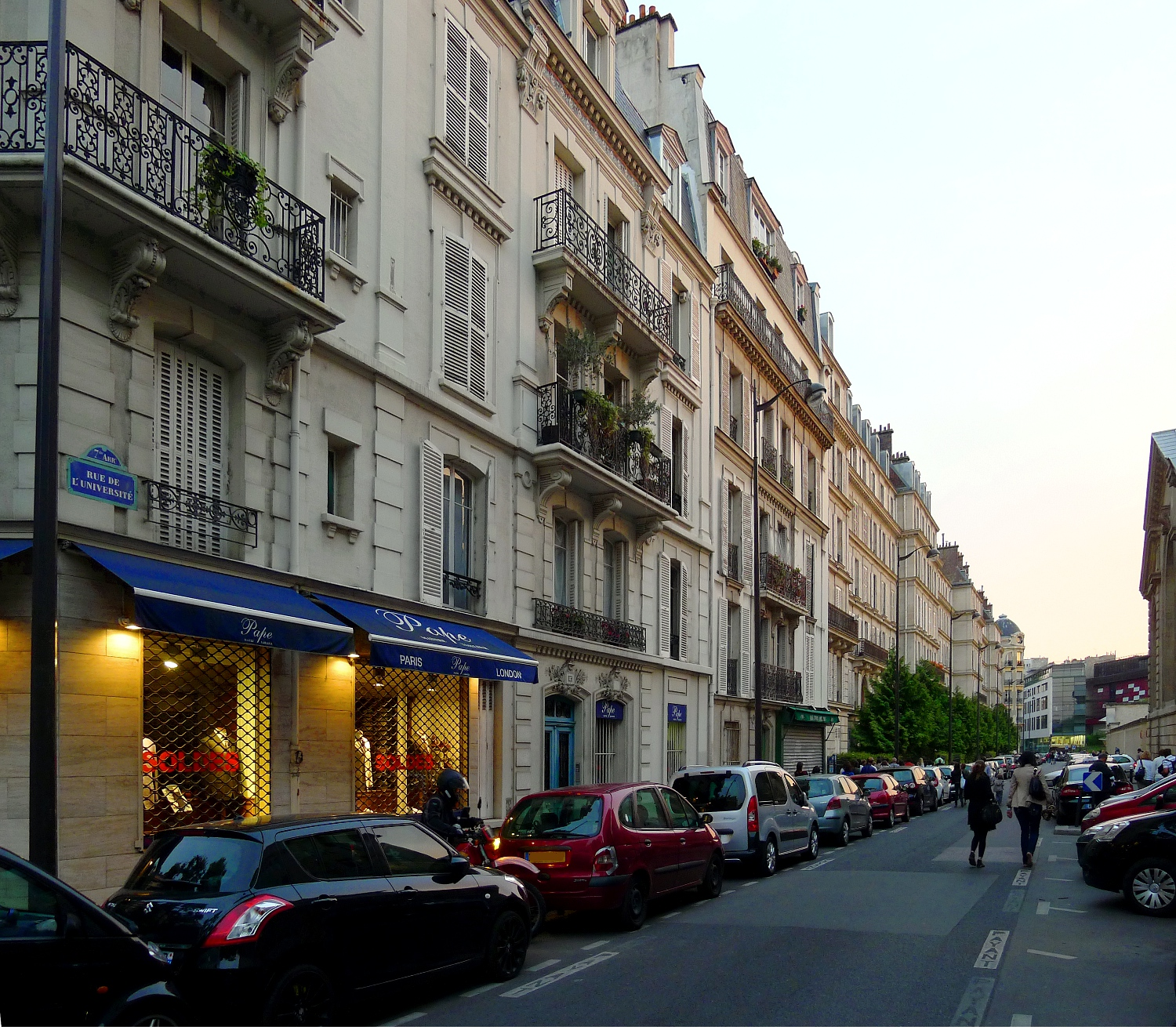
Rue de l'Université à Paris. Au no 17, se trouvait la Galerie de la Pléiade où Boris Vian a exposé des peintures en 1946.

L'écrivain considère qu'il n'existe pas de hiérarchie dans l'art. « […] on était maître de son art ou on n'était qu'un grouillot. Mais pourquoi le peintre se tiendrait-il pour supérieur au musicien, le boxeur au trapéziste ? Car Boris fut aussi peintre, artiste-peintre. » À partir du 8 juin 1946, il se met à peindre sans interruption pendant une semaine « […] à en perdre le boire et le manger, ce qui est le signe d'une passion violente et d'un ordre élevé. »
Il suit en cela l'exemple de son ami Queneau et produit une dizaine de tableaux « […] œuvres néo-cubiques, résolument déprimées, où des personnages somnambuliques glissent le long de damiers qui se dérobent dans le vide. »
Le 2 décembre 1946, lors de l'exposition  Peintres écrivains d'Alfred de Musset à Boris Vian, à la Galerie de la Pléiade, située dans une annexe de la NRF, au 17 rue de l'Université
, il accroche ses toiles. Leur nombre pour cette même exposition varie selon les sources : une pour Boggio, quatre pour la BNF.
L'exposition avait été lancée sur une plaisanterie de Raymond Queneau qui annonçait : « Si vous savez écrire, vous savez dessiner. » qui y montrait ses propres aquarelles en compagnie d'auteurs prestigieux classés par ordre alphabétique, commençant par Apollinaire et se terminant par Vian, auteur alors inconnu mais dont le nom figurait sur les cartons d'invitation.
Cette exposition a eu le mérite de faire connaître une petite partie de l'œuvre graphique de Vian, qui comprend, outre les peintures, des dessins, des collages réunis dans l'ouvrage de Noël Arnaud et Ursula Vian-Kübler : Images de Boris Vian. Les quatre peintures les plus connues datent environ de 1946 : Les Hommes de fer, Allez à Cannes cet été ou Passez vos vacances à Cannes cet été, N'allez pas à Cannes cet été et Sans titre. Ces peintures de facture surréaliste, qui étaient exposées avec celles de Picasso, Aragon, Desnos, Tzara, rappellent les paysages de Chirico selon Marc Lapprand, ou bien les premiers tableaux de Max Ernst. C'est au moment où il a écrit ses premiers textes (Cent sonnets) que Vian a réalisé ses premiers collages.
Du 18 octobre 2011 au 15 janvier 2012, la BNF a présenté dans une exposition consacrée à Boris Vian, deux de ses peintures. À la page 6 du dossier de presse de l'exposition, figurent deux tableaux : Passez vos vacances à Cannes cet été, collection particulière, cliché Patrick Léger/Gallimard, archives de la Cohérie Boris Vian, et L'Homme enchaîné, collection privée, archives de la Cohérie Boris Vian.

### J'irai cracher sur vos tombes
Au début de l'été 1946, Boris fait la connaissance d'un jeune éditeur, Jean d'Halluin, un assidu du Café de Flore qui vient de créer Les éditions du Scorpion. Jean demande à Boris de lui faire un livre dans le genre de Tropique du Cancer de Henry Miller, qui plaît beaucoup. En quinze jours, du 5 au 23 août, Vian s'amuse à pasticher la manière des romans noirs américains, avec des scènes érotiques dont il dit qu'elles « préparent le monde de demain et frayent la voie à la vraie révolution. »
L'auteur est censé être un Américain nommé Vernon Sullivan que Boris ne fait que traduire. Le pseudonyme serait formé du nom de Paul Vernon, batteur amateur de l'orchestre Claude Abadie, pour le prénom, et de celui du pianiste Joseph Michael Sullivan dit Joe Sullivan selon Philippe Boggio, Claire Julliard et Marc Lapprand. Hypothèse souvent reprise par la presse qu'il faut considérer avec prudence selon Marc Lapprand.
D'Halluin est enthousiaste. Boris, en introduction du livre, prétend avoir rencontré le véritable Vernon Sullivan et reçu son manuscrit de ses mains. Il y voit des influences littéraires de James Cain, il met en garde contre la gêne que peuvent occasionner certaines scènes violentes. Jean d'Halluin a même prévu de publier des bonnes feuilles dans Franc-Tireur. Tous deux espèrent un succès sans précédent. Les premières critiques indignées leur donnent l'espoir que le scandale sera égal à celui soulevé par la publication du roman de Miller, et la critique du roman par Les Lettres françaises, qui le traite de « bassement pornographique », fait monter les enchères.
« Les journaux examinent à la loupe les écrits du sieur Vian ». Le 1er février, lorsque Vercoquin sort en librairie, Samedi Soir titre « Vernon Sullivan n'a pas signé le dernier Boris Vian. » Et il lui faut bien vite déchanter. D'une part, France Dimanche et l'hebdomadaire L'Époque réclament des poursuites pénales identiques à celles qu'a connues Henry Miller. D'autre part, on annonce la parution d'un deuxième Vernon Sullivan. Mais déjà, Jean Rostand, l'ami de toujours, se déclare déçu. Boris a beau se défendre d'être l'auteur du livre, un certain climat de suspicion règne chez Gallimard, qui refuse du même coup L'Automne à Pékin. Selon Philippe Boggio, seul Queneau a deviné qui était l'auteur et trouve le canular très drôle. Queneau est pour Boris bien plus qu'un ami, c'est un appui indéfectible qui ne s'applique pas uniquement à l'œuvre du jeune auteur, il s'engage aussi à ses côtés et se tient à la barre pour le défendre au moment du procès, le 30 avril 1950. Il avait même signé par anticipation le 27 avril 1950 la Protestation contre la comparution de Boris Vian, Maurice Raphaël, Jean d'Halluin et Gabriel Pomerand.
Queneau viendra encore en tant que témoin à la défense de Jean d'Halluin car « C'est bien la liberté d'expression qu'il s'agit de défendre contre les attaques réactionnaires. » Le compte rendu du procès intégral est publié par Noël Arnaud dans Le dossier de l'affaire J'irai cracher sur vos tombes, rédigé par Noël Arnaud, publié le 16 février 1974.
Mais « l'honneur » réservé à Henry Miller touche aussi Boris Vian, qui est attaqué en justice par le même Daniel Parker et son « Cartel d'action sociale et morale », successeur de la Ligue pour le relèvement de la moralité publique. Boris risque deux ans de prison et 300 000 francs d'amende. Il est accusé d'être un « assassin par procuration », parce qu'on rapporte dans la presse un fait divers où un homme a assassiné sa maîtresse en laissant J'irai cracher sur vos tombes à côté du cadavre,. Boris doit prouver qu'il n'est pas Vernon Sullivan et, pour cela, il rédige en hâte un texte en anglais qui est censé être le texte original. Il est aidé pour ce travail par Milton Rosenthal, un journaliste des Temps modernes.
Finalement, en août 1947, le tribunal suspend les poursuites.
Parallèlement, en 1948, Vian adapte son roman en pièce de théâtre. C'est un drame en trois actes joué pour la première fois le 22 avril 1948 au Théâtre Verlaine par la Compagnie du Myrmidon avec une mise en scène d'Alfred Pasquali, des costumes et des décors de Jean Boullet. Le personnage de Lee Anderson est interprété par Daniel Ivernel. Cette adaptation ne recueille ni l'assentiment du public, ni celui de la critique qui n'épargne ni les actrices, ni l'auteur dont le critique le moins malveillant, Georges Huisman, écrit : « Tirons un trait sur cette première pièce et attendons celle que son invention doit nous donner. »
La presse s'est déchaînée avant même la sortie de la pièce. Les rumeurs les plus folles courent : Yves Montand, Martine Carol, Gaby Andreu, Juliette Gréco, Josette Daydé, Simone Sylvestre, Dora Doll feraient partie de la distribution. France Dimanche jure que cette pièce réserve des surprises, l'un des clous devant être un tir réel à la mitrailleuse,. Une sélection de ces critiques issue du dossier j'irai cracher sur vos tombes a été publiée dans l'édition du tome IX des œuvres de Boris Vian. Elle est présentée et dirigée par d'Déé. Ce florilège permet de juger à la fois du bouillonnement qui a précédé la représentation, et du lynchage qui s'en est ensuivi. Finalement Noël Arnaud annonce « le 13 juillet, la pièce est retirée de l'affiche, elle avait duré moins de trois mois ». D'autres sources indiquent comme date de la fin des représentations le 24 juillet. Ou encore « le spectacle est abandonné le 24 juillet ». Le texte de la pièce n'est pas publié du vivant de l'auteur. Il le sera en 1965 chez Jean-Jacques Pauvert puis dans le Dossier de l'affaire J'irai cracher sur vos tombes, de Noël Arnaud, chez Christian Bourgois.
Le 16 avril 1948, la naissance de sa fille Carole (décédée en 1998) lui apporte « un peu de fraîcheur » en cette année particulièrement difficile,.

### Le jazz et le déclin

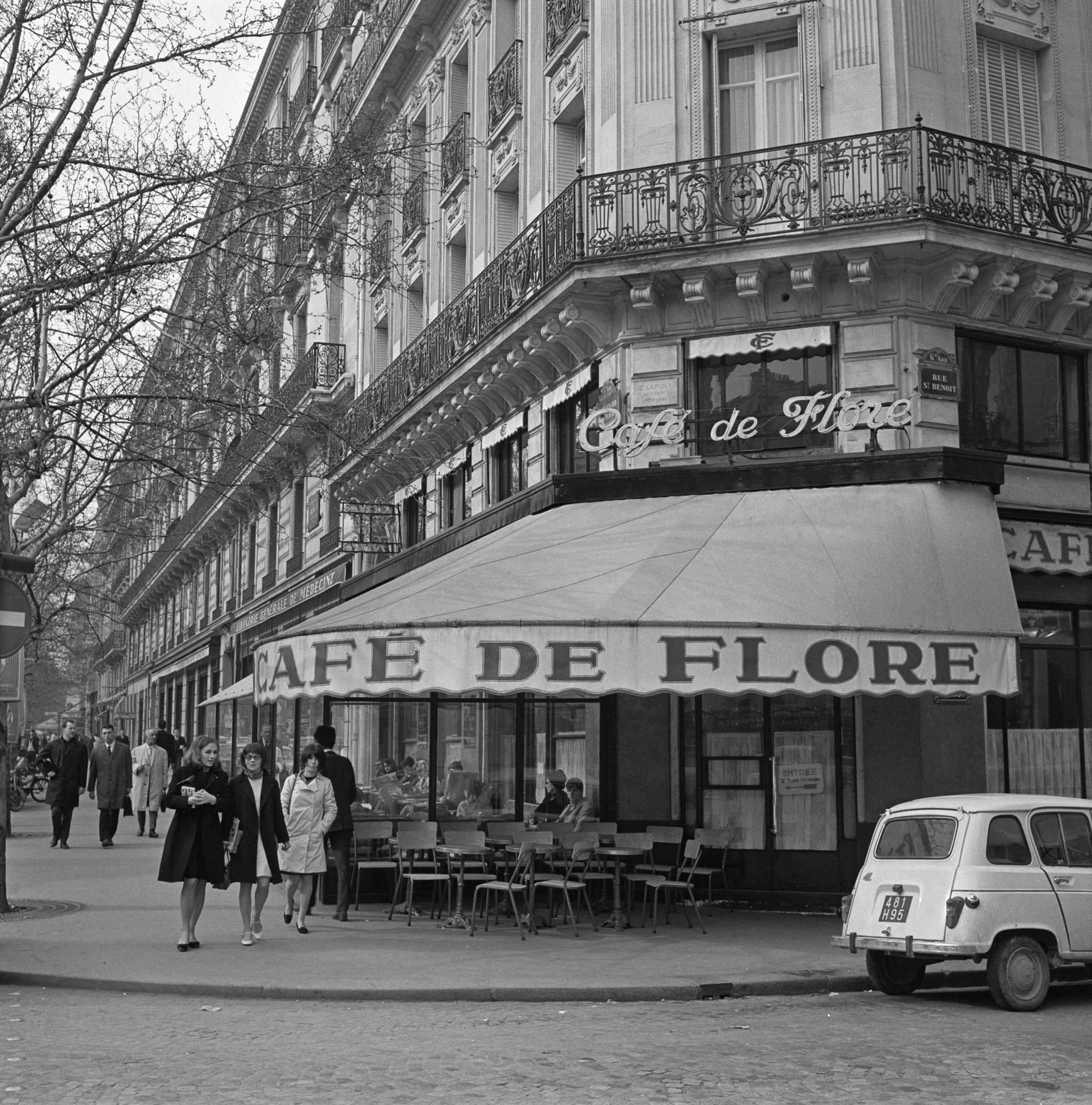
La terrasse du Café de Flore, où Boris Vian retrouve ses amis (photo datant des années 1960).

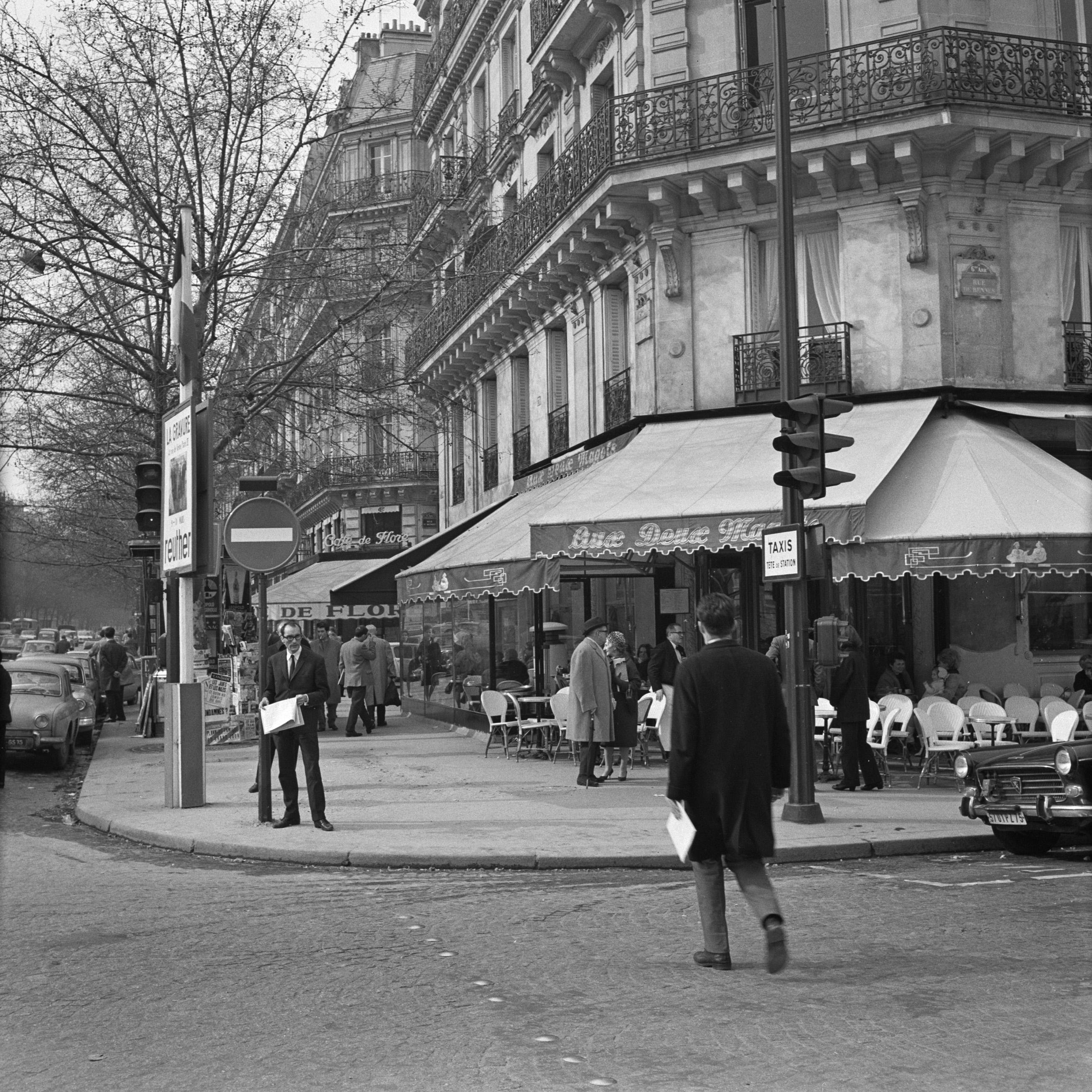
La terrasse du café Les Deux Magots, lui aussi fréquenté par Vian (photo datant des années 1960).

Boris se réfugie maintenant dans le jazz, notamment au Club Saint-Germain où il approche son idole Duke Ellington. Il va bientôt être directeur artistique chez Philips et en attendant, il donne régulièrement des chroniques dans le journal Jazz Hot où il tient une « revue de la presse » jusqu'en 1958. Henri Salvador disait de lui : « Il était un amoureux du jazz, ne vivait que pour le jazz, n'entendait, ne s'exprimait qu'en jazz ».
Malgré sa préférence pour un jazz plutôt classique, Boris prend tout de même parti pour Charles Delaunay dans la bataille des anciens et des modernes qui l'oppose à Hugues Panassié en 1947. La querelle porte sur le bebop qui n'est pas du jazz selon Panassié et que Delaunay a été un des premiers à faire découvrir en France avec Dizzy Gillespie. Boris soutient le bebop ce qui ne l'empêche pas d'aimer le jazz traditionnel, notamment celui de Duke Ellington.
Duke Ellington est arrivé à Paris sans son orchestre qui est retenu à Londres par les lois syndicales. Boris le suit partout, fait sa promotion, et le premier concert de Duke au Club Saint-Germain est un tel succès qu'il donne ensuite deux concerts à la salle Pleyel.
On retrouve encore Boris au Café de Flore ou Les Deux Magots, au sein desquels se rassemblent intellectuels et artistes de la Rive gauche, ou bien au Club du Vieux Colombier où il suit Claude Luter à l'ouverture du Club fin 1948. Puis en 1949, on le retrouve aussi à Saint-Tropez où son ami Frédéric Chauvelot vient d'ouvrir une annexe du Club Saint-Germain. Mais bientôt, Boris est obligé de renoncer à la trompette (qu'il appelait la trompinette) à cause de sa maladie de cœur.
C'est à cette époque qu'il écrit frénétiquement pour le jazz. Outre les articles de presse pour Combat et Jazz Hot, il anime une série d'émissions de jazz pour la station de radio américaine WNEW qui porte les initiales américaines WWFS signifiant W We're FreSh, le mot fresh, en argot américain signifiant depuis 1848 : insolent, irrespectueux ou impudent. Les textes de ces émissions, dont ni Radio France ni la station de radio américaine n'ont gardé de trace, ont été publiés chez Fayard en 1986 par Gilbert Pestureau et Claude Rameil, puis en livre de poche sous le titre Jazz in Paris.
Côté littérature, les choses ne vont pas fort. Jean d'Halluin peine à vendre les remakes de romans américains que produit Boris Vian sous son pseudonyme. Elles se rendent pas compte signé Vernon Sullivan, ne porte pas le nom du « traducteur » (Vian). Ce roman est un échec commercial, tout comme L'Automne à Pékin et les Fourmis qui ne se vendent pas du tout.
En novembre 1948, après la loi d'amnistie de 1947, Boris Vian a officiellement reconnu être l'auteur de J'irai cracher sur vos tombes sur les conseils d'un juge d'instruction, pensant être libéré de tout tracas judiciaire. C'est compter sans Daniel Parker et son cartel moral qui attend la traduction en anglais de l'ouvrage sous le titre I shall spit on your graves et le deuxième tirage de l'ouvrage pour lancer cette procédure. Cette fois, le livre de Boris est interdit en 1949. Le fisc lui réclame des indemnités faramineuses. L'adaptation théâtrale du roman présentée du 22 avril au 24 novembre 1948 au théâtre Verlaine a été un désastre et l'année suivante Boris est condamné à une amende. En 1950, les représentations de la pièce de théâtre L'Équarrissage pour tous qui n'a pas de succès, s'arrêtent.

### Divorce et nouvelle rencontre
L'écrivain est endetté, le couple se délite, non pour des questions d'argent, mais parce qu'une certaine lassitude s'est installée. L'érosion du couple, qui se manifestait dès la folle époque de Saint-Germain-des-Prés, trouve sa conclusion au seuil des années 1950 avec la demande de divorce de Michelle. Lui-même très infidèle, alors que chacun vivait jusque-là une vie « hors mariage », Boris est très amer et fait « davantage grief à sa femme qu'au percepteur. » Cette année-là, Michelle et Boris vont à Saint-Tropez séparément.
Invité à un cocktail par Gaston Gallimard le 8 juin 1950, Boris rencontre une jeune femme « avec la figure en triangle » Ursula Kübler, danseuse suisse qui a participé aux ballets de Roland Petit. Ursula a la réputation d'être une femme de caractère, très indépendante. Elle est hébergée chez un ami de son père, le diplomate américain Dick Eldrige, qui habite rue Poncelet où Boris vient lui rendre visite selon les règles des convenances. Il tombe amoureux d'elle, mais il est intimidé, abattu par sa situation conjugale, c'est Ursula qui fait le premier pas vers lui. Boris et Ursula vont vivre ensemble les années difficiles jalonnées de maladie pour Boris, et de manque d'argent pour le couple. Michelle de son côté est devenue, depuis 1949, la maîtresse de Jean-Paul Sartre.

### Les années difficiles

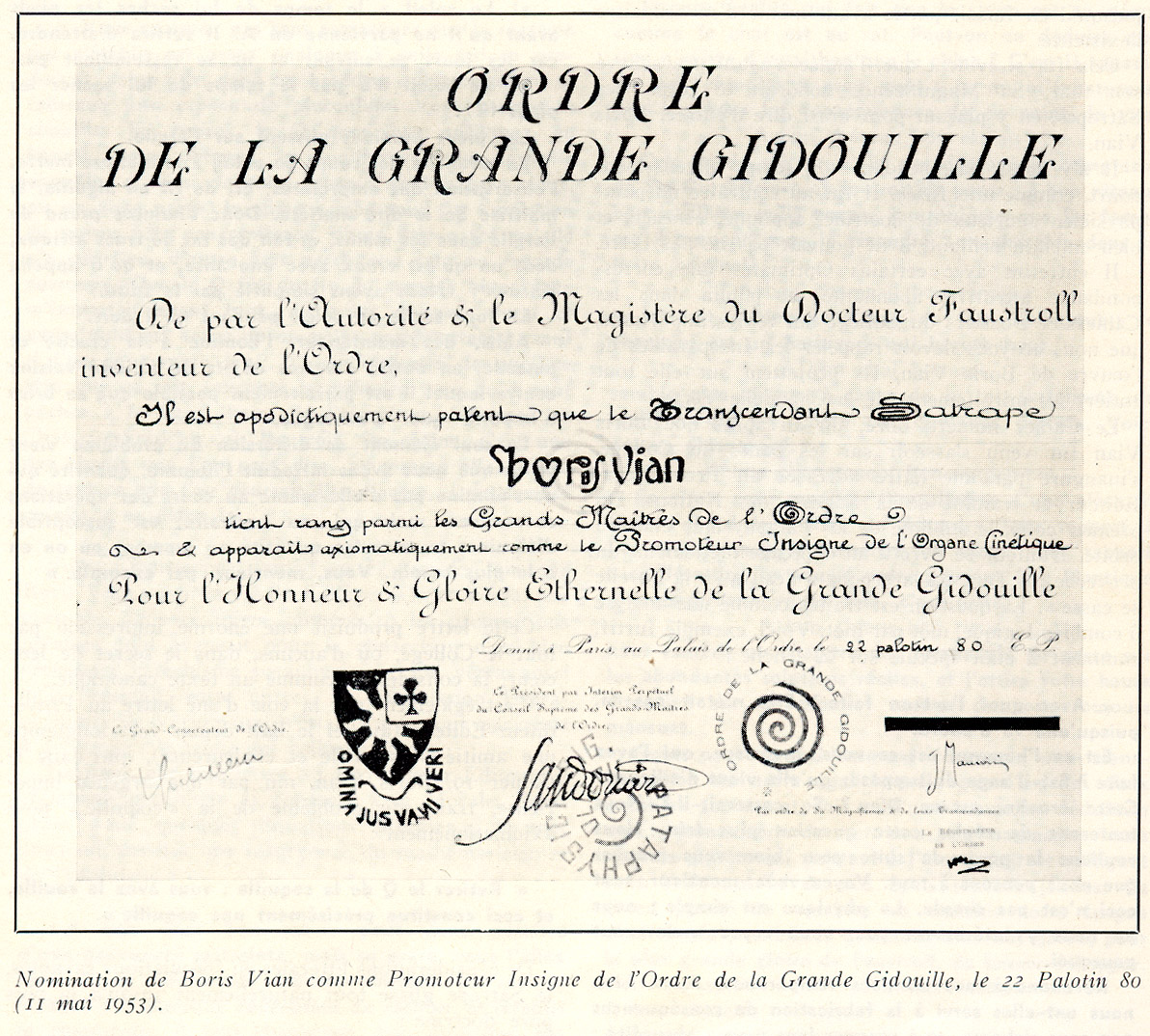
Reproduction du diplôme de l’ordre de la Grande Gidouille de Boris Vian, le 22 Palotin 80.
Document tiré du magazine trimestriel Bizarre, J. J. Pauvert, numéro spécial Boris Vian de février 1966.

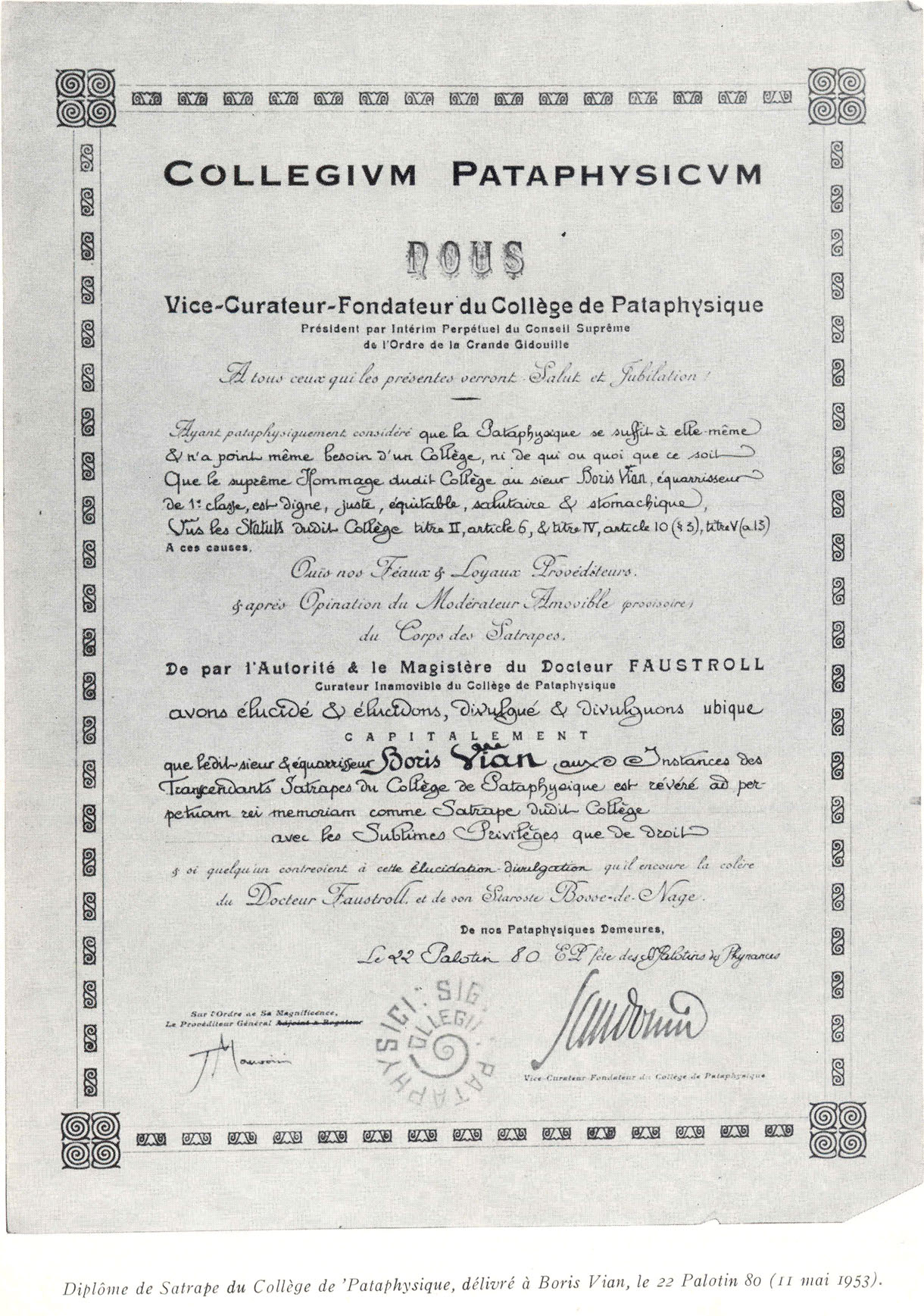
Reproduction du diplôme de membre du Collège de 'Pataphysique de Boris Vian.

Le roman de Boris L'Arrache-cœur, d'abord intitulé Les Fillettes de la reine a été officiellement refusé par Gallimard. Il est publié finalement en 1953 aux éditions Vrille et n'a aucun succès. À partir de là, Boris renonce à la littérature.
1951 et 1952 sont des années sombres. Boris Vian vient de quitter son épouse Michelle Léglise, mère de ses deux enfants, Patrick né en 1942 et Carole née en 1948, et il vit difficilement de traductions dans une chambre de bonne, au 8, boulevard de Clichy où il s'installe dans un inconfort total avec Ursula, qu'il surnomme « l'Ourson ».
Pour le moment, Boris n'a plus un sou, et le fisc lui réclame des arriérés d'impôts qu'il ne peut payer. Il vit essentiellement de piges. Albert Camus l'a engagé à Combat en 1949, il travaille aussi pour Samedi Soir, France dimanche ainsi qu'une publication considérée comme le refuge des mercenaires de la plume : Constellation.
Raymond Queneau est maintenant à l'Académie Goncourt, il est chanté par Juliette Gréco ; il maintient ses distances avec le couple pendant un temps, avant de revenir et de s'en excuser.
Boris est « au fond du trou », mais il possède une étonnante faculté à rebondir. Sa pièce Cinémassacre composée de sketchs et jouée par Yves Robert et Rosy Varte à La Rose rouge remporte un très grand succès. Ensuite, le « 22 merdre 79 », c'est-à-dire le 8 juin 1952, il est nommé « Équarrisseur de première classe » au Collège de 'Pataphysique où il retrouve Raymond Queneau puis le « 22 Palotin 80 » (11 mai 1953), satrape.
Dans ce groupe, il donne libre cours à son imagination pour fournir des communications et des inventions baroques telles que le gidouillographe ou le pianocktail. Son titre exact est « Satrape et promoteur Insigne de l'ordre de la grande Gidouille, avec les Sublimes privilèges que de droit ». Dans ce collège, on retrouve d'autres célébrités comme Jean Dubuffet, Joan Miró, Max Ernst, Marcel Duchamp, Eugène Ionesco, Noël Arnaud, René Clair, François Caradec.

### Vian et la chanson
En 1953, Boris Vian rencontre Jacques Canetti à un concert de jazz à la salle Pleyel. Boris écrit des chansons avec Jimmy Walter qu’il fait découvrir à Jacques Canetti. Leur rencontre aboutit à la reprise de Ciné-Massacre au Théâtre des Trois Baudets en 1954 dans la mise en scène de Yves Robert.
Dès le mois de février 1954, Boris a déposé ses textes et ses musiques à la SACEM. Un de ses textes avait déjà été enregistré par Henri Salvador. Accompagné d'Ursula, il fait le tour des music-halls, tous deux prennent des leçons de chant, cependant que Marcel Mouloudji chante Le Déserteur pour la première fois au théâtre de l'Œuvre. La chanteuse Renée Lebas le reçoit et lui demande de retravailler ses titres et de les faire arranger par un vrai compositeur pour les mettre à son répertoire.
En 1955, Boris Vian fait ses débuts de chanteur aux Trois Baudets, encouragé par Canetti et toute la bande d’artistes qui gravitent autour de lui. Philippe Clay, Suzy Delair et Michel de Ré lui demandent aussi des chansons. Mais comme Zizi Jeanmaire refuse de les chanter, Vian déclare : « On peut vous refuser une chanson, mais peut-on vous empêcher de la chanter ? »

#### Le Déserteur
Le Déserteur, chanson pacifiste de Boris en réaction contre la guerre d'Indochine, s'achevait tout d'abord par un quatrain plutôt menaçant : « Si vous me poursuivez, Prévenez vos gendarmes, Que j'emporte des armes, Et que je sais tirer. » Mais lorsque Mouloudji lui fait remarquer que cette chute ne colle pas avec l'idée de pacifisme, Vian rectifie le texte ainsi : que je n'aurai pas d'armes, et qu'ils pourront tirer. La chanson, créée pour la première fois en 1954 à La Fontaine des Quatre-Saisons, connaît un certain succès au Théâtre de l'Œuvre, puis à l'Olympia l'année suivante. Le scandale viendra plus tard, au moment de la défaite de Diên Biên Phu. Le 23 juillet 1955, lorsque Boris entame une tournée dans les villes de France aux côtés du comique Fernand Raynaud[source insuffisante], sa chanson considérée comme antimilitariste est sifflée notamment à Perros-Guirec où un commando d'anciens combattants veut l'empêcher de chanter, car ils voient en lui un bolchevik piétinant le drapeau français. À Dinard, le maire lui-même prend la tête des anti-Vian. Boris doit parlementer dans chaque ville, au point d'obtenir un jour qu'un groupe de militaires du contingent reprenne la chanson en chœur. Pendant ce temps, à Paris, tandis que le journal Le Canard enchaîné prend la défense de l'artiste, le producteur musical Jacques Canetti reçoit des injonctions et le disque sera retiré de la vente après 1 000 exemplaires vendus. La censure reste discrète dans l'immédiat, elle sera plus ferme au moment de la guerre d'Algérie. Ce qui n'empêche pas Boris de poursuivre son tour de chant.
« Censuré Le Déserteur ? En un sens. Sur les listes des programmes de variété des émissions figure le tampon du bannissement. Mais purement à titre préventif : peu de programmateurs auraient songé à diffuser la chanson. C'est d'abord une censure par l'omission ou l'indifférence,. » La véritable censure va tomber en 1958 en pleine guerre d'Algérie. Boris ne chante d'ailleurs plus, il laisse Mouloudji et Serge Reggiani défendre la chanson pendant les guerres françaises et pendant les guerres américaines, ce sera Joan Baez. Mais ce n'était plus la peine, la chanson était déjà boycottée par les radios et les maisons de disques.

#### Disques et Philips
Le 4 janvier 1955, Boris monte sur la scène des Trois Baudets (64 boulevard de Clichy) et chante La Complainte du progrès, J'suis snob, les Lésions dangereuses, les Joyeux bouchers, le Déserteur. Son accompagnateur et arrangeur est Alain Goraguer. Dans la salle, le succès est mitigé, mais Léo Ferré et Georges Brassens sont venus l'écouter, ils lui trouvent du talent. Et le Canard enchaîné ne tarit pas d'éloges sur La Java des bombes atomiques.
Dans la foulée, Canetti lui fait enregistrer Chansons "possibles" et "impossibles". Malgré la préface dithyrambique de Georges Brassens, ces chansons sont trop en avance sur leur temps pour connaître un succès immédiat.
Fin 1955 Jacques Canetti, directeur de Philips, lui propose alors de s'occuper du catalogue de jazz pour les disques Philips. Il est chargé des rééditions, d'écrire des commentaires et des préfaces et de corriger les dates d'enregistrement et les noms des musiciens. C'est un véritable emploi, avec horaires, salaire et patron. En novembre 1956, Vian réécrit en quelques heures l'adaptation française de chansons de Bertolt Brecht et de Kurt Weill. En janvier 1957, il accepte un poste de directeur artistique adjoint : en six mois, il s'est rendu indispensable chez Philips.

#### Pionnier du rock ’n’ roll
En mai 1956, le compositeur Michel Legrand et Jacques Canetti rapportent des États-Unis quelques disques de rock ’n’ roll. Ils confient à Boris Vian le soin de franciser ce nouveau rythme. Aussitôt, Boris Vian est inspiré et il crée avec ses complices Henri Salvador et Michel Legrand Rock and Rol Mops qu'il édite sous le nom d'Henry Cording, le parolier étant Vernon Sinclair. Avec des sonorités anglo-saxonnes, le disque se vend jusqu'aux Pays-Bas. Boris est engagé avec un cachet relativement important. Mais il ne chante plus. En revanche, il produit plusieurs autres rock’n’roll parodiques.

### Le club des Savanturiers
Fondé le 26 décembre 1951 par Raymond Queneau, Pierre Kast, France Roche, François Chalais et Boris Vian au bar de la Reliure chez Sophie Babet, rue du Pré-aux-Clercs, le club des Savanturiers, considéré comme une « secte » par Philippe Boggio, a des activités tenues secrètes. Tous ses membres, comme Jean Queval, partagent avec Michel Pilotin (alias Stephen Spriel, codirecteur du Rayon fantastique) la même passion pour la science-fiction. Dans les années 1950 les amateurs de science-fiction ne sont pas nombreux en France, tandis que les Américains raffolent de ce genre de littérature.
Les rapports désormais distants de Vian avec Sartre ne l'empêchent pas de publier dans le numéro d'octobre 1951 des Temps modernes un article-manifeste en collaboration avec Stephen Spriel, article définitif sur la science fiction : La Science fiction : nouveau genre littéraire. Dans le même esprit, il donne pour un spectacle au cabaret de la Rose rouge, une première version de la Java martienne,.
Boris et Stephen Spriel publient en 1951 un article dans Les Temps modernes dans lequel Boris affirme qu'une nouvelle de science-fiction intitulée Deadline décrivait avec une exactitude totale la bombe H (Ivy Mike) qui allait être employée un an plus tard sur l'atoll d'Eniwetok dans les îles Marshall le 1er novembre 1952.
Outre Ray Bradbury et H. G. Wells, Boris admire aussi A. E. van Vogt, écrivain canadien qui s'est inspiré des théories d'Alfred Korzybski : « grand pourfendeur des systèmes aristotéliciens ». Raymond Queneau, qui est aussi un admirateur de van Vogt, appuie les propositions de Boris qui signe deux contrats chez Gallimard pour la traduction des deux premiers titres du Cycle du Ā,.
Dans le cercle très fermé des amateurs de science-fiction, on trouve aussi André Breton et Léo Malet[réf. nécessaire].
En 1952, les membres du club sont conviés au Congrès de la science fiction à Londres. Cette association devient en 1953 le Cercle du futur dont Queneau est président. Il est entouré de trois vice-présidents : François Le Lionnais (avec lequel il fonde en 1960 l'Oulipo), Boris Vian, et Gaston Bouthoul. Queneau venait juste d'écrire l'avant-propos de L'Arrache-cœur dans lequel Vian le fait apparaître sous les traits d'un joueur de baise-bol avec son nom en anagramme : Don Évany Marqué, en réponse à une autre anagramme inventée par Queneau pour coiffer un poème hétérogrammatique construit sur les douze lettres de son nom (Don Évané Marquy).
Le club des Savanturiers s'est engagé à faire connaître et à imposer ce genre de littérature, mais les éditeurs hésitent à se lancer dans la science-fiction, et malgré les efforts de France Roche, le cinéma français ne s'y intéresse pas. Le club des Savanturiers se saborde le 22 octobre 1953 dans le plus grand secret pour aboutir à une société encore plus secrète, la « Société d'Hyperthétique », qu'il est interdit de mentionner devant toute personne étrangère au cercle des initiés et dont les activités consistent à s'échanger des livres de science-fiction. Boris retrouve là des amitiés solides qui n'ont plus rien à voir avec les mondanités de Saint-Germain-des-Prés. De son amitié avec Pierre Kast naissent des projets de cinéma, et une éphémère société de production. Boris écrit des scénarios, mais la société de production à laquelle Marcel Degliame apporte aussi son financement fait faillite, et tout se termine par un échec.

### Les automobiles de Boris
« De la BMW décrépite et de la superbe Panhard des débuts à l'Austin-Healey et à la Morgan de la fin, les voitures tiennent une grande place dans la vie de Boris Vian, les siennes, et celles qu'il empruntait à ses amis. »

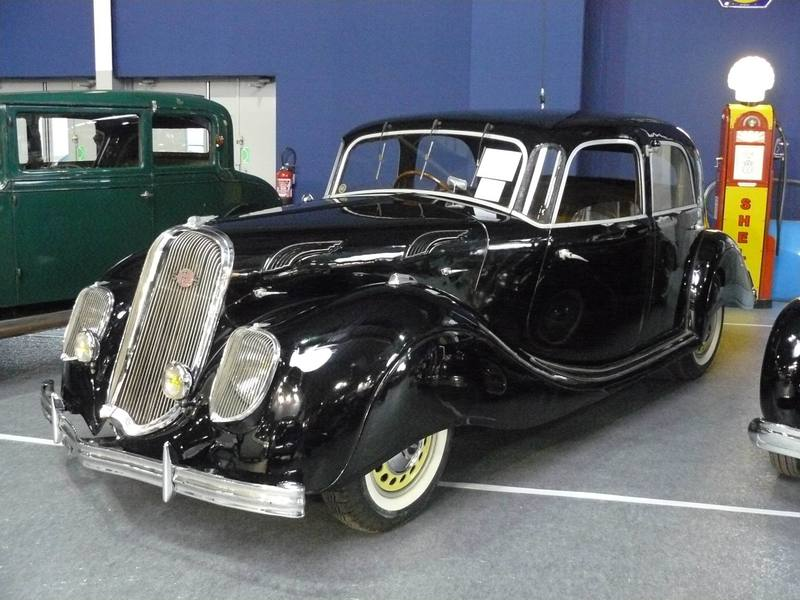
La Panhard X 77 de Vian, achetée à Peiny.

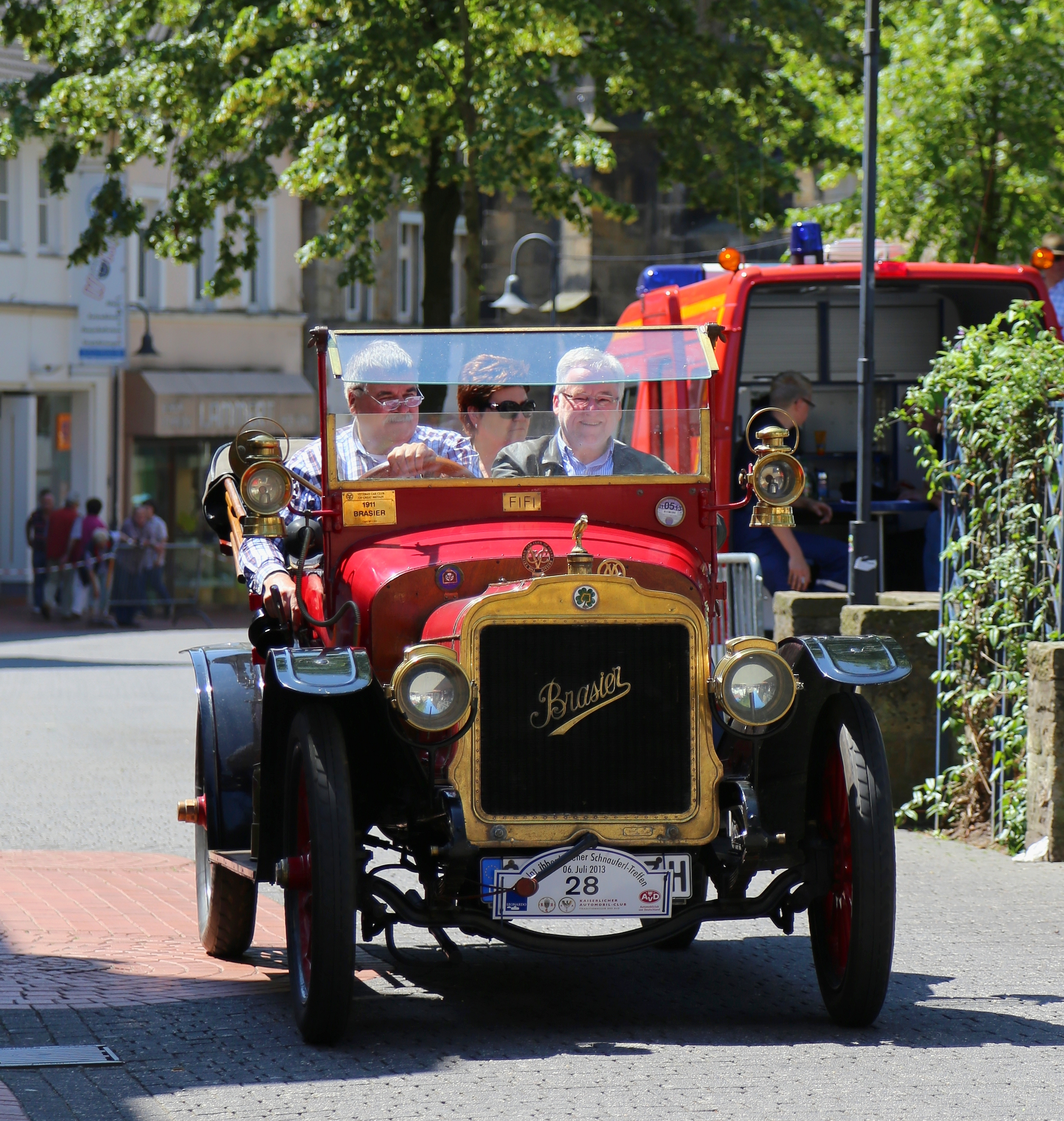
Une Brasier 1911, voiture légendaire de Vian.

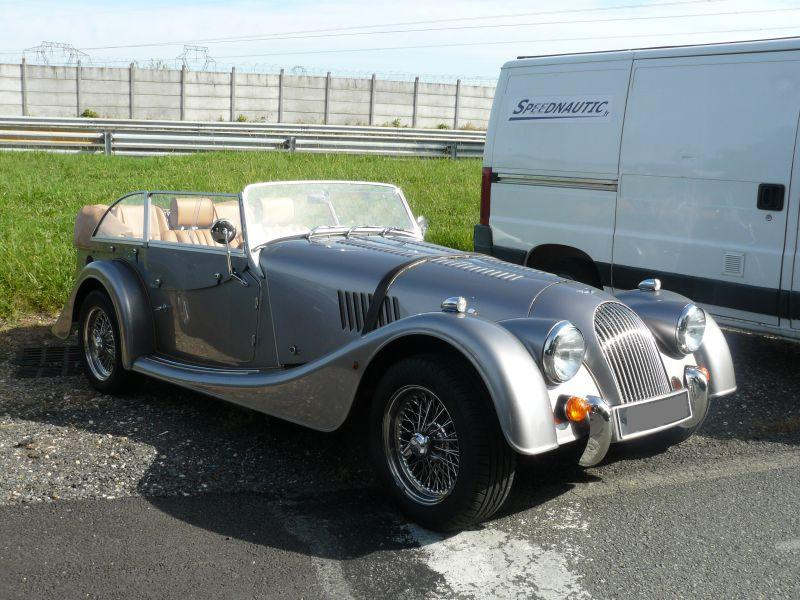
La voiture Morgan de Boris Vian.

En 1947, l'Administration des domaines bazarde les rebuts de l'armée allemande. Dans ces tas de ferrailles, Boris sélectionne une BMW 6 cylindres qu'il achète pour une somme dérisoire, qui lui coûte très cher en réparations, mais qui va lui permettre de faire la connaissance des casseurs de Colombes. Il avait le projet d'enregistrer leurs propos dans un roman Les Casseurs de Colombes qui va rester à l'état d'ébauche et que Noël Arnaud a réussi à décrypter parce qu'il a participé de très près à cet épisode de la vie de l'écrivain. Boris s'y présente lui-même sous le nom du personnage : Ivan Doublezon et il évoque les casseurs de Colombes comme Le Corps des Casseurs dans lequel le personnage central devait être Thomas, mécanicien de Ménilmontant. Le roman ne sera jamais achevé, il reste des textes datés de 1949 à 1950.
C'est aussi avec la BMW qu'il va réussir son premier « coup » de vendeur de voitures d'occasion. Alors que la voiture est prête à rendre l'âme (elle a été accidentée dans le garage de Peiny qui l'a fait entrer en marche arrière), Boris la répare sommairement avec son ami Maurice Gournelle. Et Peiny, qui ne veut pas se charger d'une transaction douteuse, l'emporte en dépanneuse chez un revendeur place Pereire qui la rachète à Vian, mais qui s'aperçoit trop tard que c'est une ruine. C'est le premier exploit de Boris qui a réussi à rouler un vendeur de voitures d'occasion […] Plus tard, il achète à Peiny une Panhard X 77 grand luxe qui tombe en panne à Lyon lors du premier essai et que Peiny va lui réparer inlassablement. Peiny, son garage et ses mécanos deviennent alors un lieu de bamboche régulier pour Boris et la « fine équipe de Charlebourg ».
Avec l'Austin-Healey blanche, Boris fait la tournée des casinos. Elle ne marchait pas très bien, mais Boris y tenait et c'est avec regret qu'il achète sur les conseils de Claude Léon une Morgan bleue (il n'y avait pas de Morgan blanche) avec laquelle il termine sa carrière. « La Morgan à quatre roues était l'avant-garde, Boris se souvenait des Morgan à trois roues : quand on évitait un trou avec une roue avant, on était sûr d'écoper avec la roue arrière » et elle avait un dispositif technique qui enchantait Boris : il fallait appuyer sur une pédale tous les cent kilomètres pour envoyer un coup de graisse.
La Brasier est sans doute restée la plus célèbre et la plus souvent citée dans les biographies de Vian. C'est la voiture qui lui a coûté le plus cher et qui lui a donné le plus de peine. C'était une Brasier 1911 qu'il avait achetée pour 40 000 francs à un vieil homme de 80 ans le 6 mai 1950. « Célèbre dans tout Saint-Germain, vedette à Saint-Tropez, la Brasier parcourut des milliers de kilomètres à 45 km/h de moyenne. » Il va même jusqu'à la présenter dans un article de Jazz hot no 45 de juin 1950. Marc Lapprand cite les récits de Noël Arnaud (qui participa lui-même à plusieurs virées des casseurs de Colombes). Pour l'ingénieur Vian, admiratif d'une machine qu'il juge inusable, la Brasier reste une machine incomparable. C'est avec elle qu'il fait le voyage de Paris à Saint-Tropez en 1952, pour le court métrage Saint-Tropez, devoir de vacances dont il a rédigé le commentaire, avec elle encore qu'il se rend à Caen pour les préparatifs du Chevalier de neige. La Brasier a encore fait l'objet de deux articles, tous deux parus dans Constellation. Le premier s'intitule Et dire qu'ils achètent des voitures neuves, le second Mes vacances comme en 1900. La Brasier est même invitée à son mariage : c'est dans cette voiture que les époux Vian-Kübler trônent pour le discret carton de faire-part. C'est aussi avec la Brasier que Boris Vian pose pour la photo du seul 33 tours où il interprète toutes ses chansons. C'est la seule photo en couleur que l'on connaisse de lui. La Brasier y apparaît en jaune pâle alors qu'elle avait été repeinte en blanc (couleur de prédilection de Vian), sans doute parce que la photo a été tirée à partir d'une diapositive et que les couleurs ont été améliorées.
Grâce à un vieux sellier garnisseur rencontré chez les « Casseurs de Colombes », Boris avait fait refaire entièrement l'intérieur du véhicule qu'il a continué d'entretenir alors qu'il possédait aussi l'Austin-Healey, puis la Morgan. Il l'avait remisée chez Peiny à Colombes et il lui rendait visite régulièrement. Elle fut vendue finalement et laissée en plein air recouverte d'une bâche sous laquelle elle se décomposa à cause des intempéries et des dégradations dues aux garnements du coin.

### Les dernières années

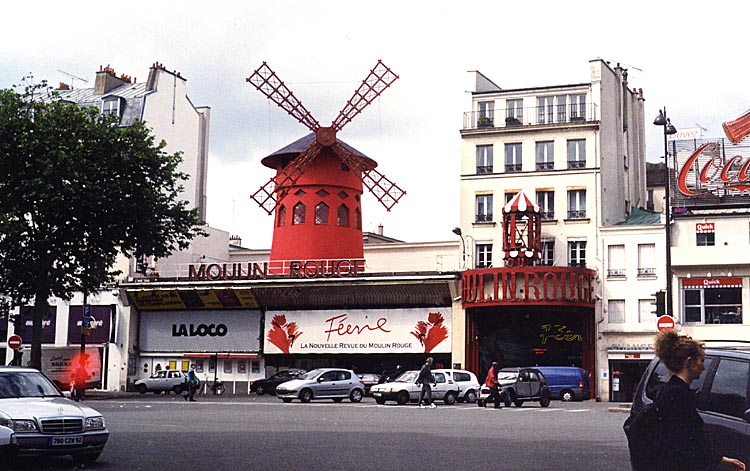
Place Blanche, vue sur le Moulin rouge, derrière lequel se trouve le 6 bis cité Véron où Boris Vian et Ursula Kübler habitaient.

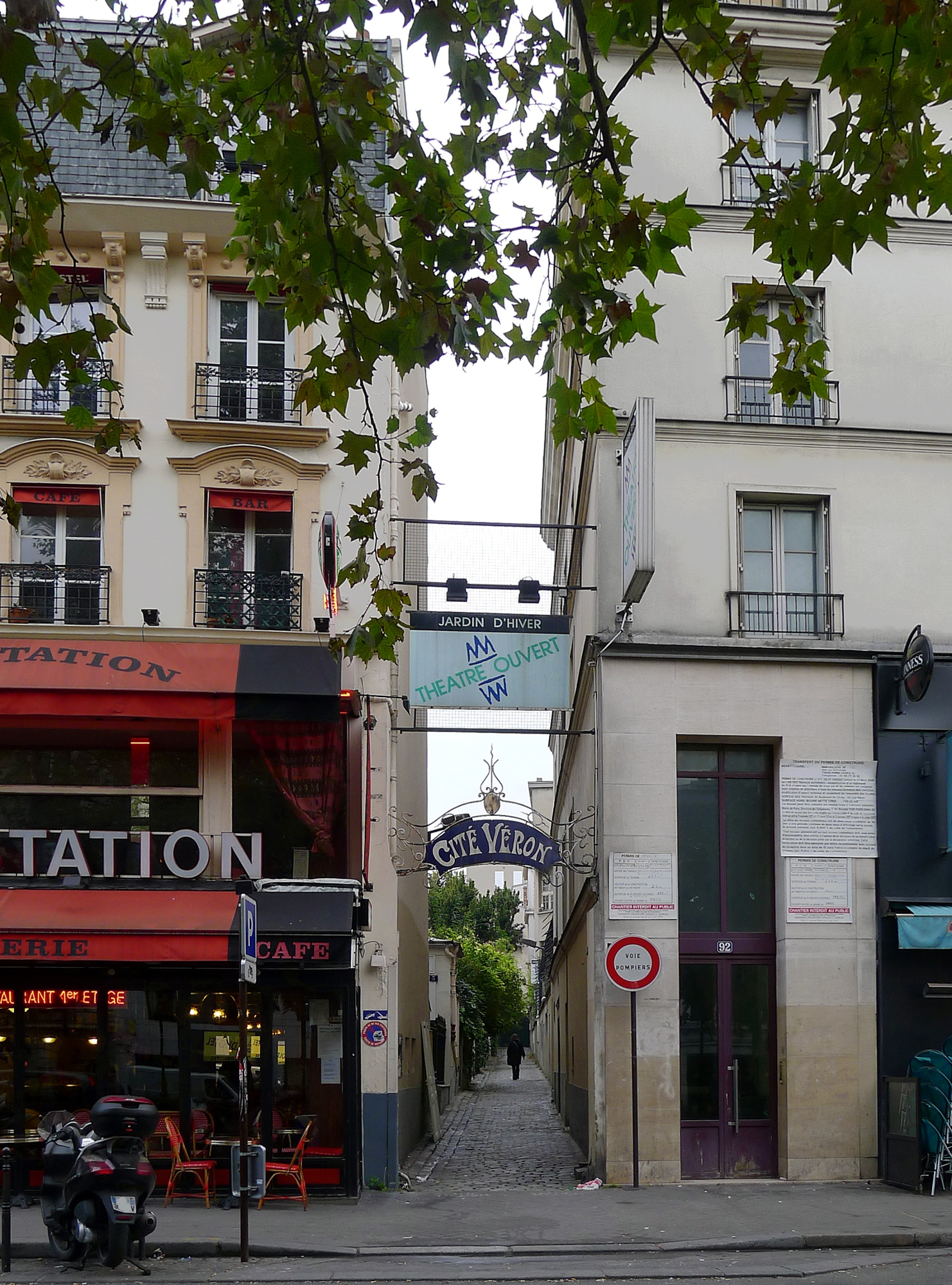
Entrée de la cité Véron.

Après avoir longtemps refusé tout mariage, Boris épouse Ursula Kübler le 8 février 1954, la cérémonie civile se déroule à la mairie du 18e arrondissement de Paris, à 16 h, après un déjeuner dans un restaurant nommé À la grâce de Dieu. Le père d'Ursula, qui est un des intellectuels suisses les plus raffinés, à la fois peintre, illustrateur, grand journaliste et animateur d'une des meilleures revues culturelles de l'après guerre écrit au jeune couple, dans une lettre pleine d'humour datée du 25 novembre 1953 : « Madame Kübler et moi-même, nous serions heureux dans nos sentiments helvétiques, bourgeois, rédactionnels, publicitaires, de pouvoir annoncer l'état-civil nouveau. Pour Noël, pour réjouir aussi le Père Noël, il faudrait s'occuper des détails ».
Ursula trouve un petit appartement au 6 bis Cité Véron, près de la place Blanche qui leur paraît très vaste comparé à l'étroite chambre de bonne qu'ils occupaient jusqu'alors. Ils auront pour voisin le poète et scénariste Jacques Prévert. Boris aménage de ses mains ce logement dont la grande terrasse (dite « terrasse des Trois Satrapes », car partagée avec son voisin et son chien) domine le Moulin rouge. C'est une manière pour lui de prendre ses distances avec Saint-Germain-des-Prés, mais il ne coupe pas totalement les ponts. Son frère Alain a installé rue Grégoire-de-Tours un magasin d'instruments de musique anciens, exotiques ou étranges, avec pour associé son autre frère Lélio Vian, dont Boris est un des clients principaux. Et Boris continue à rencontrer ses amis à la discothèque du 83 rue de Seine.
Cependant, les activités de Boris l'épuisent. Alain Robbe-Grillet envisage de rééditer l'Automne à Pékin et l'Herbe rouge aux éditions de Minuit, mais Boris se méfie. « Depuis le temps que le sort s'acharne sur lui, il est las, fatigué de la connerie ambiante, de ce succès qui lui échappe depuis toujours », dit Robbe-Grillet.
Fatigué, le moral en berne, en juillet 1956, Boris s'effondre : il est frappé d'un œdème pulmonaire, résultat de son surmenage et de ses problèmes cardiaques. Il lui faut un lourd traitement et il se remet lentement aux côtés d'Ursula. Il accepte de tourner un petit rôle, le cardinal de Paris dans Notre-Dame de Paris de Jean Delannoy, par défi. Mais il sait qu'il a « un pied dans la tombe et l'autre qui ne bat que d'une aile ».
L'Automne à Pékin, réédité aux éditions de Minuit, n'a encore une fois, aucun succès. Mais Boris continue d'écrire des chansons pour Henri Salvador, Magali Noël, Philippe Clay. La maison Philips lui propose de diriger une petite collection Jazz pour tous, mais c'est un énorme travail.
L'année 1957 voit la création, à l'Opéra de Nancy, du Chevalier de neige, un opéra sur un livret de Boris Vian d'après le mythe des Chevaliers de la Table ronde, dont Georges Delerue a écrit la musique. Comme la fonction de directeur artistique lui pèse, Boris cherche un dérivatif. C'est son amie France Roche qui lui en offre l'occasion en lui passant commande d'un livre sur le sujet de son choix. La collection de France Roche aux éditions Amiot-Dumont s'arrête peu après et Boris n'est plus obligé de livrer l'ouvrage. Pourtant il poursuit l'écriture pour le plaisir. Le livre traite du monde de la chanson, ne ménageant pas les éditeurs de musique, il propose d'inventer un appareil qui permet d'analyser les chansons et d'en composer. Il a conçu les plans d'une machine à écrire la musique à partir d'une machine à écrire IBM et préconise la création d'émetteurs de radios libres. Publié en septembre 1958 En avant la zizique… et par ici les gros sous s'arrache, mais uniquement dans les bureaux de Philips et Fontana, par dizaine d'exemplaires.
Malgré les avertissements de son médecin, Boris continue de se surmener, multipliant piges, traductions, écriture de chansons. Et la Société Océan-Films à laquelle il a vendu ses droits le somme de produire une adaptation de J'irai cracher sur vos tombes. Entre-temps, Boris écrit le livret d'une comédie musicale-ballet et les chansons de Fiesta, mis en musique par Darius Milhaud, et il entame une collaboration avec Le Canard enchaîné qui l'a soutenu pendant l'affaire du Déserteur. Le 28 octobre 1958, il publie son premier article sous le titre Public de la chanson, permets qu'on t'engueule, ceci pour défendre le nouveau disque de Georges Brassens qui n'a pas de succès. Son deuxième article est consacré au lancement de Serge Gainsbourg, en particulier à l'éloge du Poinçonneur des Lilas.
Au cours de l'hiver 1958, il part se reposer en Normandie avec Ursula qui voudrait chanter elle aussi. Mais Boris lui répond de se débrouiller par elle-même et il donne des chansons à la chanteuse allemande Hildegard Knef qu'il fait venir cité Véron et qu'il raccompagne devant Ursula avec une certaine muflerie. C'est un autre des aspects de Boris Vian que sa légende a occultés. Sa timidité naturelle ne l'empêche pas de séduire. Pour lui, l'acte sexuel et l'érotisme sont les pendants sains de l'amour.
Au début de l'année 1959, Boris rentre à Paris dans sa Morgan après plusieurs mois de repos en Normandie. La société SIPRO, qui avait acheté les droits d'adaptation à l'écran du roman J'irai cracher sur vos tombes, l'a plusieurs fois mis en demeure de présenter le scénario qu'il était chargé d'écrire et qu'il tarde à donner à ses « nouveaux maîtres » au cinéma. Rentré à Paris, Vian se fait un plaisir de leur remettre ce qu'on lui réclame : un script de cent dix-sept pages d'ironie et de bouffonneries que la Sipro n'apprécie guère. La société lui répond sur papier bleu : « Nous ne comprenons pas très bien ce que vous avez voulu faire […] Nous sommes obligés de nous mettre en rapport avec un autre adaptateur pour ce travail. Nous faisons toute réserve quant au préjudice que vous nous causez […]. » Considéré par les producteurs comme un scénario-bidon, le texte est remanié de façon à s'éloigner le plus possible du roman d'origine dont on a « élagué les incongruités faciles. » Le scénario original de Boris Vian sera publié dans Le Dossier de l'affaire « J'irai cracher sur vos tombes », textes réunis et présentés par Noël Arnaud, Christian Bourgois éditeur, 1974.
Le matin du 23 juin 1959, J'irai cracher sur vos tombes, film inspiré de son roman, est projeté au cinéma Le Marbeuf près des Champs-Élysées. Vian a déjà combattu les producteurs. Il est convaincu que l'adaptation n'a pas de style, et il a publiquement dénoncé le film, annonçant qu'il souhaitait faire enlever son nom du générique. Michelle est venue, tous les amis sont là. Mais Boris, que son éditeur Denis Bourgeois (adjoint de Jacques Canetti et directeur du secteur « variétés » chez Philips) a convaincu d'aller à la projection malgré ses hésitations, ignorera toujours ce qu'est devenu son roman à l'écran : dès le générique de début, quand apparaissent les mots « D’après le roman de Vernon Sullivan, traduit de l’américain par Boris Vian », il se lève en s'écriant « Ah, non… » et s'effondre dans son fauteuil sans connaissance, sous les yeux de Denis Bourgeois et de Jacques Dopagne qui l'ont accompagné à la projection. Il meurt avant d'arriver à l'hôpital Laennec, à la suite vraisemblablement d'une fibrillation ventriculaire. Le Collège de Pataphysique annonce la mort apparente du « Transcendant Satrape ». et publie, le 11 gidouille 86 (25 juin 1959), sa Lettre à Sa magnificence le Vice-Curateur Baron sur les Truqueurs de la Guerre, reprise dans Cantilènes en gelée et Je voudrais pas crever et qui sera un de ses premiers hommages posthumes.

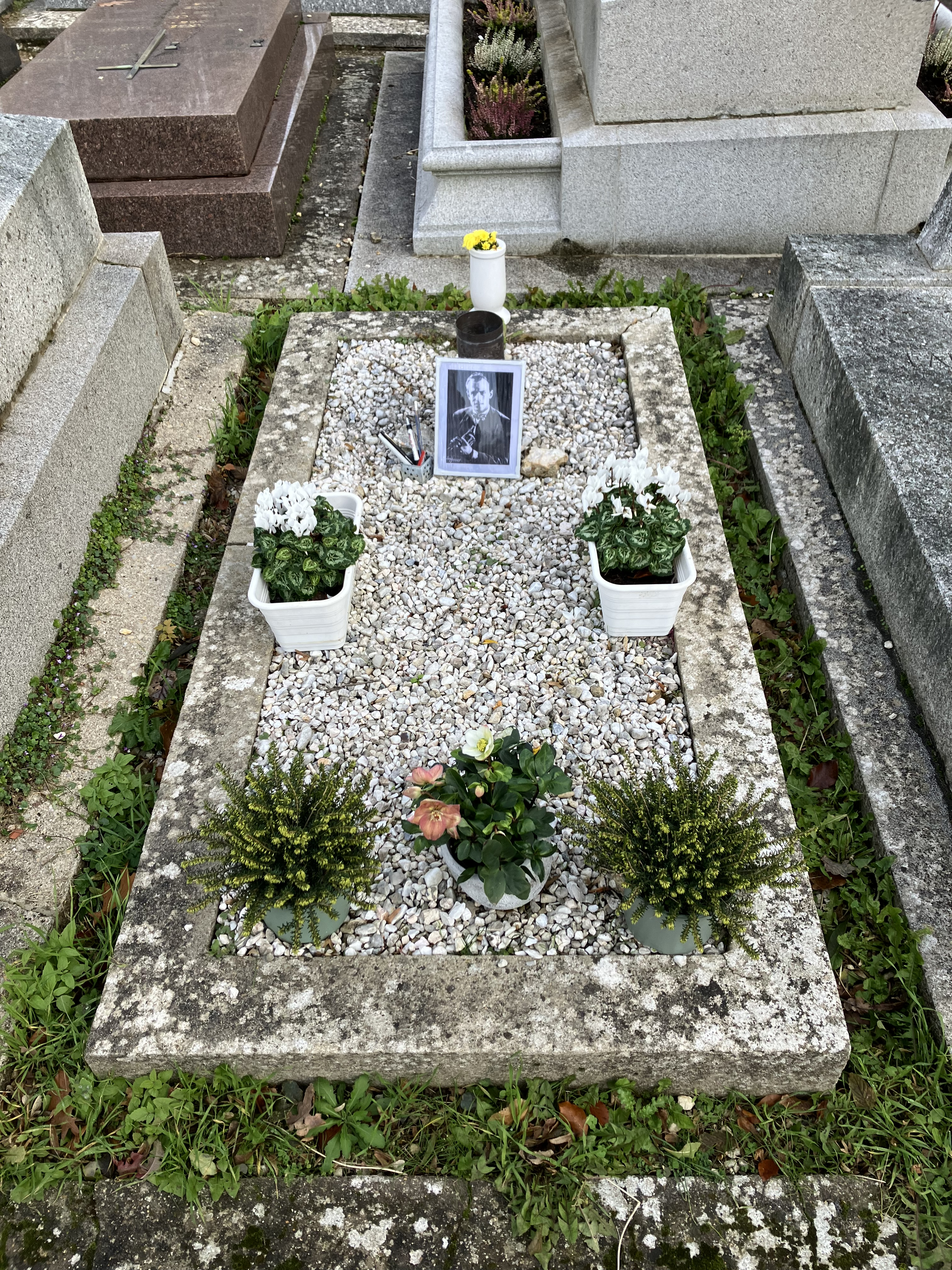
Tombe de Boris Vian.

Il est enterré dans le cimetière de Ville-d'Avray. Rien sur sa tombe, qu'il a voulue sobre, n’indique son identité, hormis des témoignages d'affection laissés par les admirateurs qui y laissent quelques portraits, voire des poèmes.

## Postérité

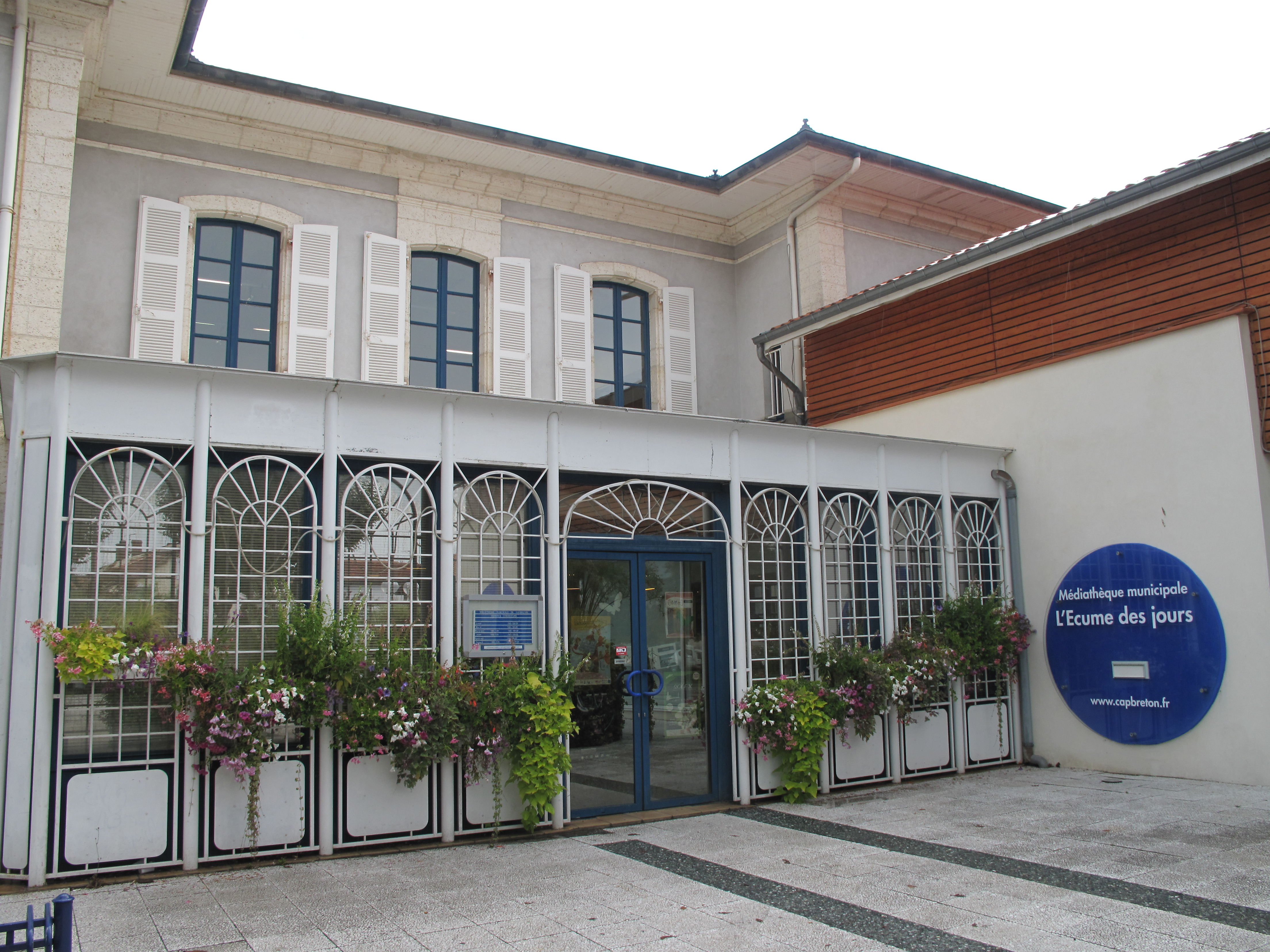
Bibliothèque de Capbreton en hommage à L'Écume des jours.

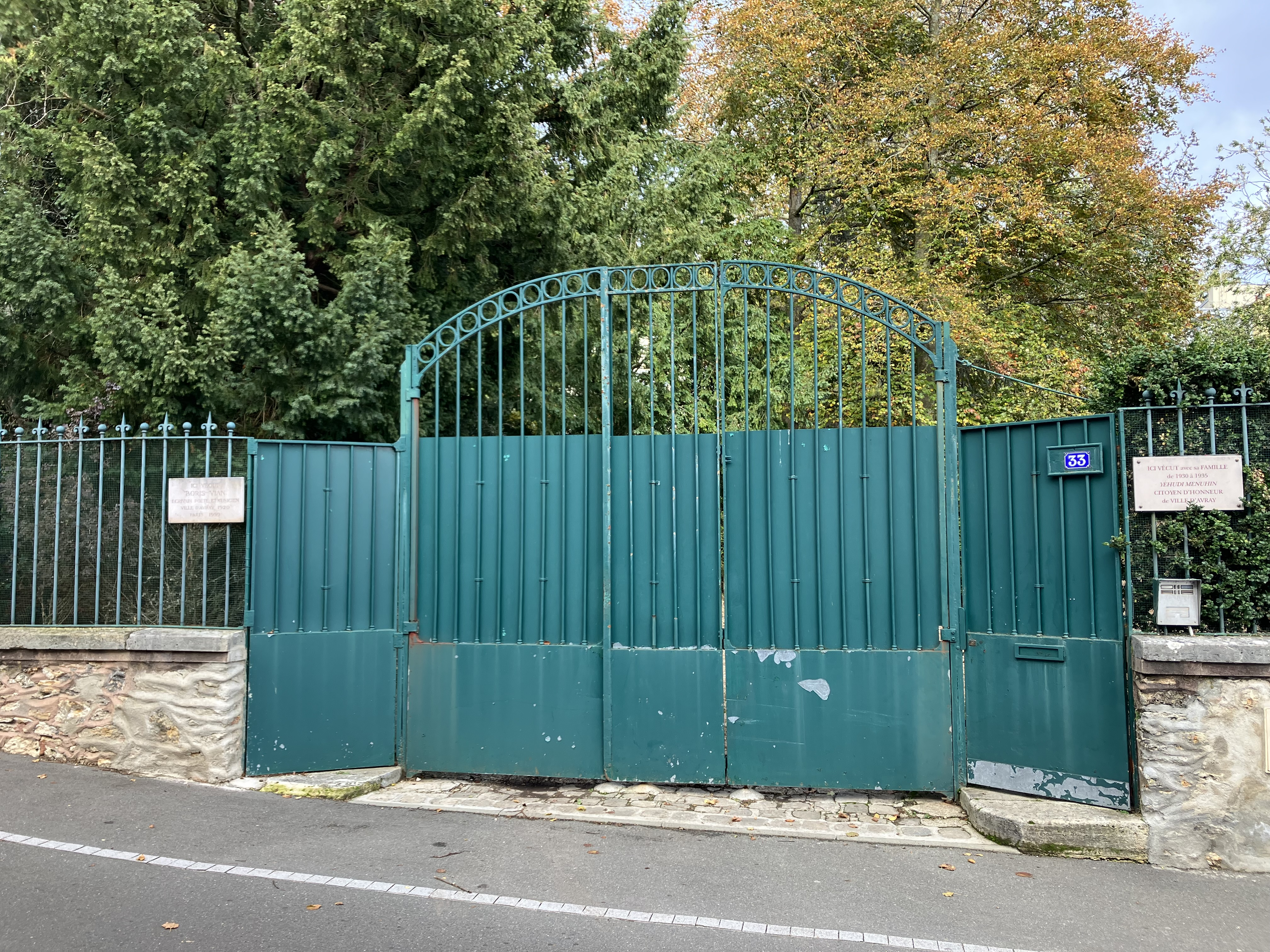
Sa maison au 33 rue Pradier à Ville-d'Avray.

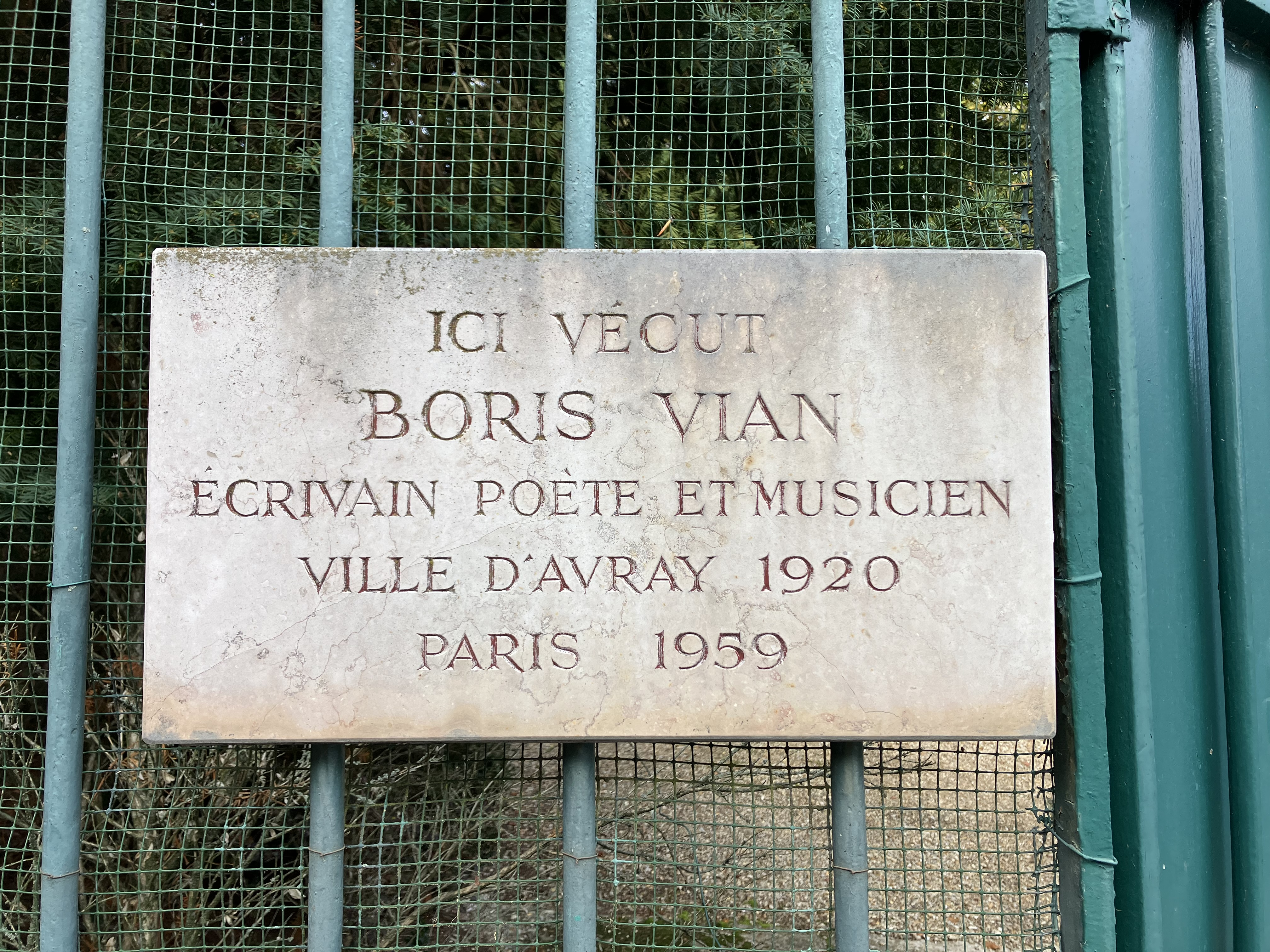
Plaque au 33 rue Pradier à Ville-d'Avray.

### L'homme et l'œuvre
Si les œuvres à succès, signées Vernon Sullivan, ont permis à Vian de vivre, elles ont aussi occulté les romans signés de son vrai nom, œuvres plus importantes à ses yeux. D'après lui, seuls ces derniers avaient une véritable valeur littéraire. L'Écume des jours qui n'a aucun succès du vivant de l'auteur fera de Boris Vian un véritable mythe auprès de la jeunesse après sa mort. Il en est de même pour L'Arrache-cœur, repris dans Le Livre de poche.
En 1965, Jacques Canetti publie un coffret qui comporte huit vinyles de chanteurs et de comédiens qui interprètent Boris : Boris Vian 100 chansons. Pendant les événements de mai 1968, les jeunes de la nouvelle génération ont redécouvert Vian, l'éternel adolescent, dans lequel ils se sont reconnus. Au fil des années, il devient un classique, ses ouvrages sont donnés à étudier dans des écoles. Ses œuvres complètes sont publiées en 2003, en 15 tomes, aux éditions Fayard. À cette occasion, Ursula Vian-Kübler a organisé une petite fête cité Véron. Finalement récupérées par Gallimard, ses œuvres romanesques négligées de son vivant, entrent à la bibliothèque de la Pléiade en 2010 après avoir connu un succès populaire que son éditeur d'origine n'avait pas prévu.
En 2009, un double album, On n'est pas là pour se faire engueuler !, rassemble des reprises ou des interprétations de textes de Vian. Il rassemble ainsi Matthieu Chedid, Thomas Fersen, Juliette Gréco, Zebda ou Jeanne Moreau.
En 2009, les Productions Jacques Canetti, réalisent un coffret quatre CD : Boris Vian 100 chansons où l'on trouve, parmi les interprètes : Serge Gainsbourg, Serge Reggiani, Jacques Higelin, Juliette Gréco, Catherine Ringer, Jean-Louis Aubert, Joan Baez, Têtes Raides, Magali Noël, Mouloudji, Diane Dufresne, Sanseverino, Coluche, et d'autres, ainsi que des bonus.
En 2011, l’exposition « Boris Vian » à la Bibliothèque nationale de France éclaire d’un nouveau jour la naissance à la littérature de Boris Vian et le rapport qu'il entretient avec elle, en révélant nombre de manuscrits. Les feuillets des Cent sonnets, du Conte de fées à l’usage des moyennes personnes et de Trouble dans les andains permettent de comprendre combien sont liés écriture et humour dans cette expérience familiale de la littérature destinée à n’amuser que les proches et les voisins. Jeux de mots, personnages à clefs et pseudonymes facétieux sont la marque indélébile de cette première approche littéraire, très vite remplacée par une littérature plus grave et sérieuse, parfaitement représentée par J’irai cracher sur vos tombes. Mais son goût de la facétie a parfois occulté son vrai talent, provoquant un malentendu qui s'est dissipé avec le temps. Incompris par ses éditeurs et ses lecteurs contemporains, il est désormais une référence poétique et humoristique. Ses talents littéraires et musicaux ont été largement salués. L'acteur Jean-Louis Trintignant a connu un grand succès avec son spectacle Jean-Louis Trintignant lit Prévert, Vian et Desnos qui a tourné dans toute la France en 2011 et en 2012. Une affiche présente le spectacle sous le titre Robert Desnos, Jacques Prévert, Boris Vian : Trois poètes libertaires pour la saison 2012-2013.
Au cours des années 2000, le théâtre s'est emparé de Boris Vian, piochant à loisir dans les poèmes, les chansons et les textes, pour obtenir des mélanges comme le Cabaret Boris Vian joué à Cannes par l'Ensemble 18 au théâtre de la Licorne, ou encore Cabaret Boris Vian au Studio théâtre de la Comédie-Française programmé pour mai-juin 2013 adaptation Serge Bagdassarian ou encore le Cabaret Boris Vian par la troupe Cavatine et Rondo. Les Petits spectacles ont aussi été créés, notamment en 2009, la compagnie Zigzag a monté Petits spectacles de Boris Vian.
Il a beaucoup inspiré Serge Gainsbourg, qui allait l'écouter aux Trois Baudets, et qui a aussi pris comme arrangeur Alain Goraguer. Gainsbourg confiait dans la revue L'Arc : « Là, j'en ai pris plein la gueule […], il chantait des trucs terribles […], c'est parce que je l'ai entendu que je me suis décidé à tenter quelque chose d'intéressant […] ».
« Un corpus protéiforme se dévoile, soixante ans après sa mort, nettoyé du filtre antimilitariste d’après-guerre, restauré dans toute sa dimension humaniste après l’infâme cabale de J’irai cracher sur vos tombes. Le centenaire est l’occasion d’une relecture de l’ensemble des créations de l’homme de lettres, à la fois dans sa globalité et sa singularité », écrit Alexia Guggémos dans l'introduction du livre anniversaire du centenaire, Boris Vian cent ans, paru en novembre 2019 aux éditions Prisma Heredium.

### Inventions et systèmes
Outre le « pianocktail », Boris fabriquait des mots qui désignaient de réels instruments. Une feuille de papier à cigarette appliquée sur un peigne et vibrant lorsqu'on soufflait dessus devenait le « peignophone » avec lequel il amusait ses compagnons d'étude au lycée. Plus tard, alors qu'il s'ennuie fermement à l'École centrale, il a travaillé sur quatre projets dont il a rédigé avec soin le dossier. Selon la conférence donnée le 9 avril 2010 à Aubervilliers par Albert Labbouz, il s'agit de : « Un projet de récupérateur pour un groupe évaporatoire » (24 pages), « un projet de poupée de tour » (5 pages), « un projet de pont métallique pour chemin de fer à voie unique » (25 pages) et « un projet de restaurant ouvrier », traité de onze pages où l'on peut lire l'annotation du correcteur : « pas fameux ». Enfin quelques exercices de virtuosité aux compas et aux crayons de couleur.
Par la suite, il va réellement déposer un brevet pour une invention qui ne sera jamais appliquée : celle d'un procédé d'éclusage des canaux, consistant à « arrêter le canal à 10 km de son aboutissement et à transporter le navire au-delà sur chariot et rails ». Cette invention fait l’objet d’un communiqué détaillé le 2 janvier 1942. Il envisage le tracé du grand canal des Deux-Mers chanté par Charles Cros, qui devrait selon Vian « nous délivrer de la terrible sujétion d’Albion sur Gibraltar ».
Le 18 décembre 1953, il dépose à l'INPI une demande de brevet pour l'invention d'une roue élastique, brevet qu'il obtient le 21 juin 1955.
Denis Bourgeois rapporte encore son dernier grand projet de machine musicale : une machine à écrire IBM transformée par ses soins, qui aurait pu écrire toutes les combinaisons possibles de la gamme musicale, donc tous les morceaux de musique et toutes les chansons. Ce qui lui aurait permis de lutter contre la médiocrité et « […] d'être propriétaire de toutes les œuvres du monde entier et d'interdire d'enregistrer toutes les mauvaises. »
On lui attribue l'usage du terme « tube » pour désigner une chanson à succès, mot que tout le monde emploie aujourd'hui destiné à remplacer le terme « saucisson » employé jusqu'alors et qui lui déplaisait. Boris Vian inventait un code de langage surréaliste, par exemple le mot « pologner » qu'il avait lancé, signifiait dans le jargon du groupe musical « payer » ou « rapporter ». Après un concert, lorsque Claude Abadie partageait les bénéfices, Boris demandait : « Ça pologne combien ? » D'après Noël Arnaud, c'est en Belgique que ça polognait le plus agréablement.

### Les styles de Vian
Boris reconnaît Rabelais parmi ses premiers maîtres en littérature. Il tient de lui ses énumérations interminables apparues dans les premiers romans et qui surgissent de nouveau dans son théâtre et ses écrits pataphysiques. Mais Céline aussi maniait le verbe de cette manière-là. Boris le lisait souvent à haute voix. Et il proclamait : « C'est comme ça qu'on doit écrire ! » Mais son attitude est contradictoire : il se refuse à toute influence célinienne sur ses écrits, tout en la reconnaissant : « C'est drôle, Céline a fait beaucoup mieux, je ne me sens pas influencé par Céline, et pourtant ça me rappelle Céline. » Et pourtant, Noël Arnaud voit dans sa manière d'user du langage parlé dans ses écrits, quelque chose qui le rapproche de l'auteur de Mort à crédit.
En particulier dans le Journal à rebrousse poil, qui est comme un brûlot, Marc Lapprand croit lire du Céline, précisément celui de Mort à crédit. Mais contrairement à Céline, Vian, « le somnambule, n'aime pas s'étaler en confessions. Tout doit aller très vite : rouler vite avec la Morgan, écrire vite trois romans dans la même année : L'Écume des jours, L'Automne à Pékin et J'irai cracher sur vos tombes. » Pour expliquer la naissance des triplés dans L'Arrache-cœur, il déclare à la radio : « Oui trois d'un coup, je voulais accélérer la procédure. » Maître des décrochages dans la narration de fiction, qui sont des ruptures de cohérence sémantique, il aboutit à l'incongruité, à la drôlerie. Un style que le psychanalyste Alain Costes a comparé au phénomène des rayures en notant les occurrences des contrastes dans la vêture du corps.
Le style Vian, c'est aussi ce foisonnement de titres préliminaires qui n'ont aucun rapport avec le titre final de l'ouvrage publié. L'Arrache-cœur était en premier intitulé les Fillettes de la reine, et il a fallu trois titres avant d'aboutir à L'Écume des jours. Vian considère que cela n'a aucune importance si le titre du livre ne correspond pas à son contenu, parce que de toute façon, les gens ne l'ont pas encore lu.

Il y a encore le style Vernon Sullivan qui n'est pas le défouloir d'un écrivain mis sur la touche après l'Écume des jours comme on a pu le croire. Le cas Vian tend des pièges aux exégètes, notamment celui qui laisse à croire que la création de Sullivan aurait servi d'exutoire à Vian. Il n'en est rien selon Marc Lapprand, les deux écrivains écrivent de concert, l'un L'Écume des jours, l'autre la même année J'irai cracher sur vos tombes, l'un, L'Herbe rouge, l'autre Les Morts ont tous la même peau toujours la même année. Mais la diversité des styles joue contre lui. Parfois pris au piège de ses postures iconoclastes, satiriques ou contestataires qu'il assume, il souffre de voir L'Arrache-cœur, livre sincère, peu pris au sérieux « c'est drôle quand j'écris des blagues ça a l'air sincère, et quand j'écris pour de vrai, on croit que je blague. »

« Tout se passe comme si écrire des romans devenait une activité louche, sans issue. Dans le fond, ce que certains de ses contemporains ne lui pardonnent pas, c'est de briller partout, dans tous les domaines. »

Bernard Valette détecte toutefois, dans le style Vian « une certaine forme d'intellectualisme, voire de snobisme et de parisianisme », que l'auteur reconnaît lui-même, parfois en chanson : J'suis snob. Mais le style de son « monde inversé » se rapproche de celui de Jean Cocteau ou des premiers dadaistes : il commence par poétiser toute chose en débarrassant le quotidien de sa banalité. Ainsi, dans la nouvelle Le Loup-garou (qui donne son titre au recueil homonyme Le Loup-garou) le Major ayant quitté sa voiture du regard un instant, la retrouve : « en train de brouter l'herbe au pied d'un pommier. » L'auteur de cet univers à la Lewis Carroll aime surtout parodier la littérature sérieuse, démythifiant l'institution littéraire, remettant en question les valeurs établies, y compris celles du roman policier dont il livre des pastiches. Sur le plan narratif, il refuse toutes les facilités des conventions romanesques et de l'illusion réaliste. Dans une certaine mesure, à partir de Vercoquin et le plancton, tous ses romans sont des « Nouveaux romans » avant la lettre.

La part de l'ingénieur et de ses connaissances techniques n'est pas négligeable dans l'écriture poétique de Vian. La technique, introduite dans l'imaginaire, fait partie de l'esthétique du récit. Dans L'Arrache-cœur, la description de l'androïde est un savant mélange d'idées farfelues et de données scientifiques authentiques, chimiques, physiques ou électriques, qui viennent s'insérer dans la trame narrative, renforçant l'impression de cocasserie. C'est encore l'ingénieur pétri de technique qui invente une foule de gadgets comme la guillotine de bureau destinée à « exécuter l'ordonnance » de Colin dans L'Écume des jours, et encore l'ingénieur Chick qui explique à Colin le fonctionnement du « lapin modifié », mi-chair, mi-métal « qui produit des pilules en se nourrissant de carottes chromées ». La technique, également surréaliste et 'pataphysique, peut même aboutir à Dieu. Vian rédige un Mémoire concernant le calcul numérique de Dieu par des méthodes simples et fausses, chef-d'œuvre de 'pataphysique. 

« Il y aurait encore à établir un répertoire complet des images surréalistes de Vian. Cette classification prouverait que chez lui l'héritage surréaliste est bien présent, et vivant. Mais là où Vian se démarque profondément de ce qui pourrait passer pour une allégeance surréaliste, c'est dans l'expression vitale d'un individualisme que rien ne saurait ébranler. »

### L'anarchisme et l'engagement politique selon Vian
Les positions politiques de Boris Vian, souvent qualifiées d'anarchistes ou d'antimilitaristes, ont fait l'objet de diverses analyses.
Il entreprend en 1950 de rédiger un Traité de civisme, pour lequel il lit des dizaines d'ouvrages spécialisés, et projette, selon Philippe Boggio, « de prouver qu’il existait d’autres interprétations du réel et de l’histoire, plus techniques que celle du stalinisme et des Temps modernes ». De ce travail inachevé et décrit variablement par Vian à ses divers interlocuteurs, il reste, estime Philippe Boggio, « une collection d'aphorismes tranchants, marqués au coin de l'anarchie », témoignant « d’une sorte d’état d’insurrection permanente et solitaire » et de la préconisation du « bonheur pour chacun plutôt que [de] l’égalité pour tous ». Par ailleurs, Vian qualifie L'Équarrissage pour tous (1947) tantôt de « pièce contre la guerre » et tantôt de « vaudeville anarchiste ». En outre, la notoriété internationale de la chanson Le Déserteur (1954), souvent considérée comme un « hymne pacifiste », et que Vian lui-même considère comme « violemment pro-civile » plutôt qu'antimilitariste, contribue à conforter cette présomption d'engagement politique. Le Libertaire publie, en juillet 1954, le texte de la chanson Le Prisonnier et Vian participe en outre à un gala de soutien à ce journal en 1955.
Plusieurs de ses contemporains le considèrent comme un « anarchiste », tel Jean-Paul Sartre, pour qui Vian « était un anarchiste » ou Jimmy Walter, qui l'estime être un « anarchiste passif ». Ursula Kübler le considère comme un « doux anarchiste », pour lequel « l’important c’est le non-conformisme ». En revanche, Marcel Scipion insiste plutôt sur la subtilité de sa position et son refus de s'engager : parmi des gens « tous terriblement de gauche […] Boris était plus fin, plus en avance, moins dupe […] il passait pour un apolitique ».
Au-delà d'un refus de l'engagement relevé par tous les biographes de Vian, leur point de vue n'est pas non plus uniforme, certains insistant sur l'originalité de ses prises de position, d'autres sur leur violence. Philippe Boggio considère Vian comme « inclassable, plutôt et discrètement fier de l'être, ni de droite ni de gauche, s'évertuant à brouiller les pistes comme Raymond Queneau, jamais là où on l'attend ». Marc Lapprand estime que « Vian est donc plus excentrique qu'anarchiste, plus dandy que révolté ». Pour Emma Baus « Vian ne peut être affilié à un courant précis ; si ses idées le rapprochent des anarchistes, c’est uniquement des individualistes, de ceux qui ne peuvent supporter qu’on leur dicte une forme de pensée, aussi libre soit-elle ». De son côté, Gilbert Pestureau décrit Vian comme un « libertaire, individualiste forcené et désengagé viscéral, dans ce grand emballement, déballage et chambardement des années 1944 à 1950 […] Toujours il veut démystifier, refuser l'esprit de sérieux, ne pas être agent de l'Histoire, mais réagir contre tout ordre par un individualisme à la fois épanoui et critique ». Il s'oppose au militarisme, mais aussi à « tout ce qui commande un respect religieux, pouvoir politique, communisme, existentialisme, surréalisme même », non sans « hésitations et contradictions où le pacifisme se heurte aux règlements de compte, où la violence contredit la non-violence ».

## Pseudonymes

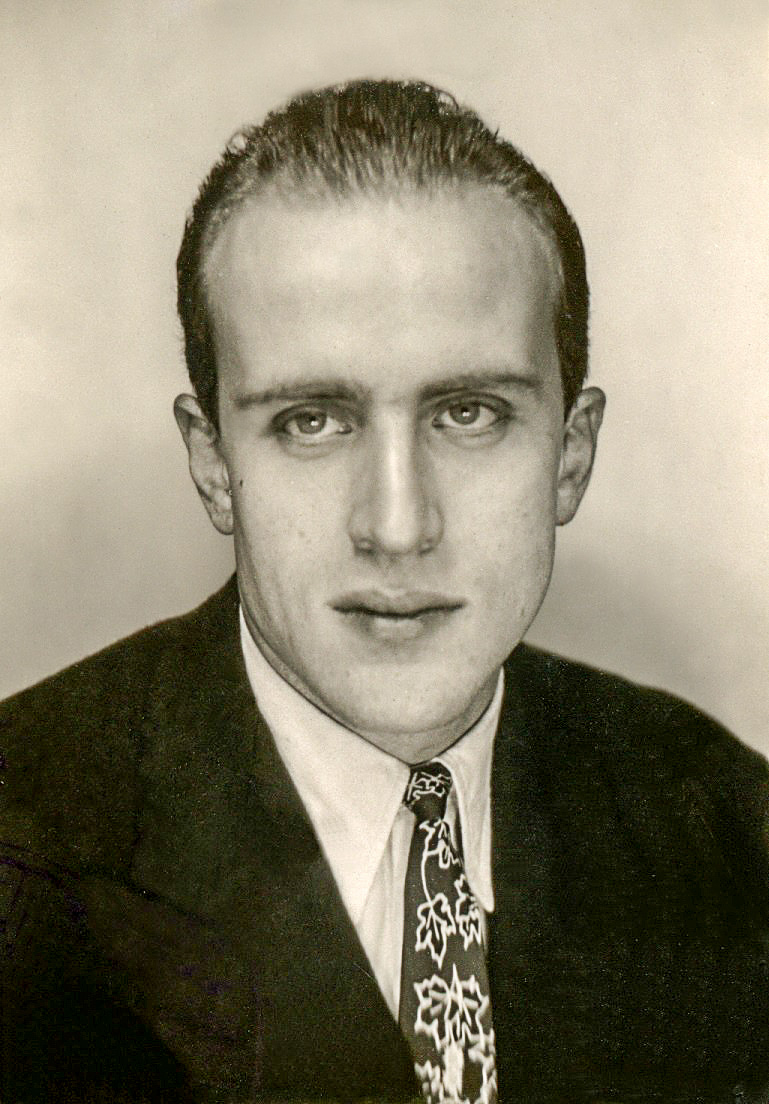
Photographie de Boris Vian.

La liste complète des pseudonymes de Boris Vian est difficile à établir. Il y a des connexions certaines et d'autres supposées. Marc Lapprand en a analysé vingt-sept, mais il y en a d'autres. Parmi les vingt-sept noms de plume, on trouve vingt-deux figures journalistiques, quatre figures purement littéraires (Joëlle du Beausset, Bison Duravi, Bison Ravi, Sullivan) une figure sociopolitique (Jacques Dupont), quatre noms de femmes, pour les chroniques de jazz : Josèphe Pignerole, Gédéon Molle, S. Culape, pour d'autres articles de presse Gérard Dunoyer, Claude Varnier, Michel Delaroche, Anne Tof de Raspail, Eugène Minoux, Xavier Clarke, Adolphe Schmürz. Dans Vernon Sullivan, les dernières lettres sont tirées du nom de Vian, Sullivan étant aussi le nom de plusieurs musiciens de jazz dont Michael Joseph « Joe » O'Sullivan. « Le pseudonyme Agénor Bouillon a été découvert à l'occasion de la publication de ses œuvres complètes, la liste intégrale de ses pseudonymes a été publiée à la page 563, OC volume 15. » Cette liste, complète ou non, est reproduite sur divers sites,. Selon Marc Lapprand avec ses pseudonymes, Boris Vian « marque ses textes d'un sceau approprié à la fois au style et au lieu de sa production. Écrivain ancré dans son temps, il a rapidement employé tous les ressorts pseudonymiques […] mais par un revers de fortune, Sullivan a rapidement supplanté Vian romancier. »
La plupart des pseudonymes ne sont attestés qu'une seule fois, à l'exception de : Michel Delaroche (plus de cent fois), Anne Tof de Raspail (9) Eugène Minoux (7), Gédéon Molle (5), Vernon Sullivan (4), Claude Varnier (4) dont deux pour rédiger des articles sur la Brasier 1911, Hugo Hachebuisson (3), Xavier Clarke (3), Adolphe Schmürtz (2).
Une liste, la plus exhaustive possible, de l'ensemble de ses pseudonymes est présentée dans l'avant-propos de l'ouvrage de Valère-Marie Marchand consacré à l'artiste et dénommé : Boris Vian - Le sourire créateur et dont la liste (non exhaustive) suit :
- Honoré Balzac[285] (sans particule).
- Baron Visi (anagramme). Ce nom est aussi donné à un personnage à la fin de Trouble dans les Andains, mais en tant que vieillard barbu, « valeureux débris » père d'Antioche.
- Bison Ravi (littéraire) (anagramme) pour signer le poème Référendum en forme de ballade publié en mars 1944 dans le magazine Jazz Hot[111].
- Boriso Viana (jazz) pseudonyme associé à Lydio Sincrazi[111] (cf. ci-dessous).
- Brisavion (anagramme).
- Grand capitaine (littéraire).
- René M. Maumoclan (littéraire).
- Butagaz (jazz).
- Bison Duravi (littéraire) dérivé des précédents, pour signer L'ékume des jhours, un poème inédit en quatorze variantes.
- Andy Blackshick (jazz) dans la revue Jazz News[286].
- Agénor Bouillon avec Henri Salvador sur un 45 tours (Barclay no 70246).
- Xavier Clarke (articles de presse) — notamment dans Jazz News et À la manière de, La guerre froide des deux hot s'attiédit à Saint-Germain.
- S. Culape (jazz) pour Le Spectacle de K. Dunham.
- Aimé Damour pour Nous avons été trompés ! le Manifeste du Cocu (Comité d'organisation des consommateurs et usagers).
- Charles de Casanove.
- Amélie de Lambineuse dans sa lettre Conseils à mes neveux signée : Votre Grand-tante Amélie de Lambineuse pcc Boris Vian[111].
- Gédéon d'Éon (incertain).
- Michel Delaroche (plus de cent articles de presse, dont Jazz News no 8 novembre 1949) De petites et de grandes nouvelles[281].
- Doublezon, c'est le premier pseudonyme employé par Vian pour une œuvre de jeunesse illustré par Alfred Jabès : Le Livre d'or de Doublezon « il a été tiré de cet ouvrage 10 000 exemplaires sur vergé Lafumellé et 30 exemplaires sur baudruche Olla, ainsi qu'un exemplaire numéroté de zéro à 1, non mis dans le commerce[287]. » Il reprend ce pseudonyme pour un personnage qui est son portrait (Ivan Doublezon) dans le roman resté inachevé, Les Casseurs de Colombes.[189] Ce mot est aussi repris comme nom de la devise dans L'écume des jours.
- Joëlle du Beausset (littéraire) pour La Valse.
- Gérard Dunoyer (articles de presse) et pour la publication C'est gagné pour Zizi Jeanmaire. Pseudonyme réservé à des textes de nature alimentaires, pour des revues comme Constellation, tout comme le pseudonyme Claude Varnier[282].
- Jules Dupont (Socio-Politique) pour écrire son Traité de civisme, inachevé et publié « post-mortem »[111]. Ancien combattant de réserve, officier d'académie, chef de service de la compagnie d'assurance La Cigogne parisienne.
- Fanaton : Boris Vian a emprunté à son adjoint Yves Deneu le pseudonyme de Fanaton que celui-ci avait inventé, pour signer les notes de pochette d'un disque de M. Dupont. Le pseudonyme est une anagramme du nom de l'éditeur : Fontana. (45 tours no 460563).
- Hugo Hachebuisson, Hugo Hachebouisson (articles de presse) à rapprocher de Hugo Hackenbush, personnage de Groucho Marx dans Un jour aux courses, Les Pères d'Ubu-roi.
- Zéphirin Hanvélo (avec Henri Salvador) Rapport du brigadier cycliste Zéphirin Hanvélo.
- Onuphre Hirondelle (avec Henri Salvador).
- Odile Legrillon pour Du nouveau dans les achats en viager.
- Otto Link (jazz) et pour Silhouette du Hot-Club : Jean Berdin.
- Gédéon Mauve pour Panégyrique du savant Cosinus.
- Eugène Minoux pour présenter certains 45 tours, en particulier de Michel Legrand.
- Gédéon Molle, Dr G. Molle, Professeur Gédéon Molle (jazz) (articles de presse) notamment Le jazz est dangereux[288].
- Jack K. Netty pour présenter sur les pochettes quatre disques de Fontana et de Philips sortis en 1956 et en 1957, dont l'un des premiers disques de rock 'n' roll français du groupe factice Henry Cording and his Original Rock and Roll Boys[289] (EP Fontana 460.518 ME) paru en juillet 1956. Le texte de la pochette est signé Jack K. Netty (Traduction de Boris Vian). Sur les pochettes suivantes Vian précise la langue du texte « traduit » : c'est le broutzing, puis le schprogg et enfin le grintz, et en surplus sur la dernière pochette l'auteur et le traducteur changent de places[290]. C'est un clin d'œil à l'un de ses « patrons », Jacques Canetti, directeur artistique de Philips dont il est alors l'adjoint, avant un froid entre les deux hommes qui conduit Boris Vian à assumer en toute autonomie la direction artistique de Fontana (en mai 1958[291]), filiale créée en 1956[292]. Dans la préface de Derrière la zizique, Georges Unglik relève que compte tenu des dates, ce pseudonyme est nécessairement antérieur à ces tensions[293],[294].
- Josèfe Pignerole, amateur de Jaze Bande (jazz) article sur Boris Vian (textes rassemblés par Claude Rameil) Écrits sur le Jazz et Lettre au père Noël.
- Adolphe Schmürz (articles de presse) et pour Quand vos femmes se querellent.
- Vernon Sinclair pour l'écriture de morceaux de rock parodique (avec Henri Salvador et Michel Legrand). Des historiens du rock'n roll français les considèrent comme les créateurs des quatre premiers morceaux de rock'n and roll français[295].
- Lydio Sincrazi pour plusieurs textes de chansons sur un 45 tours Pathé 45 EA 130, Fredo Minablo, un disque produit par Fontana : texte signé Lydio Sincrazi, adapté par Boriso Viana (Boris Vian).
- Vernon Sullivan (littéraire) (1946), le plus connu. En référence à Paul Vernon, musicien de l'orchestre Abadie, et à Joe Sullivan, pianiste de jazz.
- Anna Tof, Anna Tof de Raspail (articles de presse), anagramme de la maison de disque dont il est directeur artistique en 1958, pour présentation de disques (notamment le 45 tours chez Fontana no 460.574).
- Claude Varnier (articles de presse) et pour Et dire qu'ils achètent des voitures neuves. Ce nom contient les lettres du nom de Vian, il est en outre signalé comme étant le pseudonyme existant d'un certain Claude Wargnier dans le Dictionnaire des pseudonymes d'Henry Coston, Paris, Lecture françaises numéro spécial, 1965, p. 228. Nom passe-partout réservé à l'écriture alimentaire[282].

## Œuvres
« À l'examen de l'écriture des manuscrits, nous nous sommes aventuré […] à placer le commencement de la production [de Vian] en 1940 (peut-être 1939). Nous inclinait à cette datation le caractère encore un peu gauche, quasi puéril, de la graphie vianienne des six sonnets composant la section Le Ballot et surtout l'initial sonnet du cycle Le Lycée. Aujourd'hui nous serions moins affirmatifs […] (Noël Arnaud, 1981). »

 Il s'avère finalement, après la première bibliographie attestée, celle de François Caradec (1960), que les Cent sonnets représentent bien l'œuvre inaugurale de l'auteur, mais leur écriture s'échelonne jusqu'en avril 1944, comme le montre la découverte du manuscrit daté des cinq derniers sonnets.

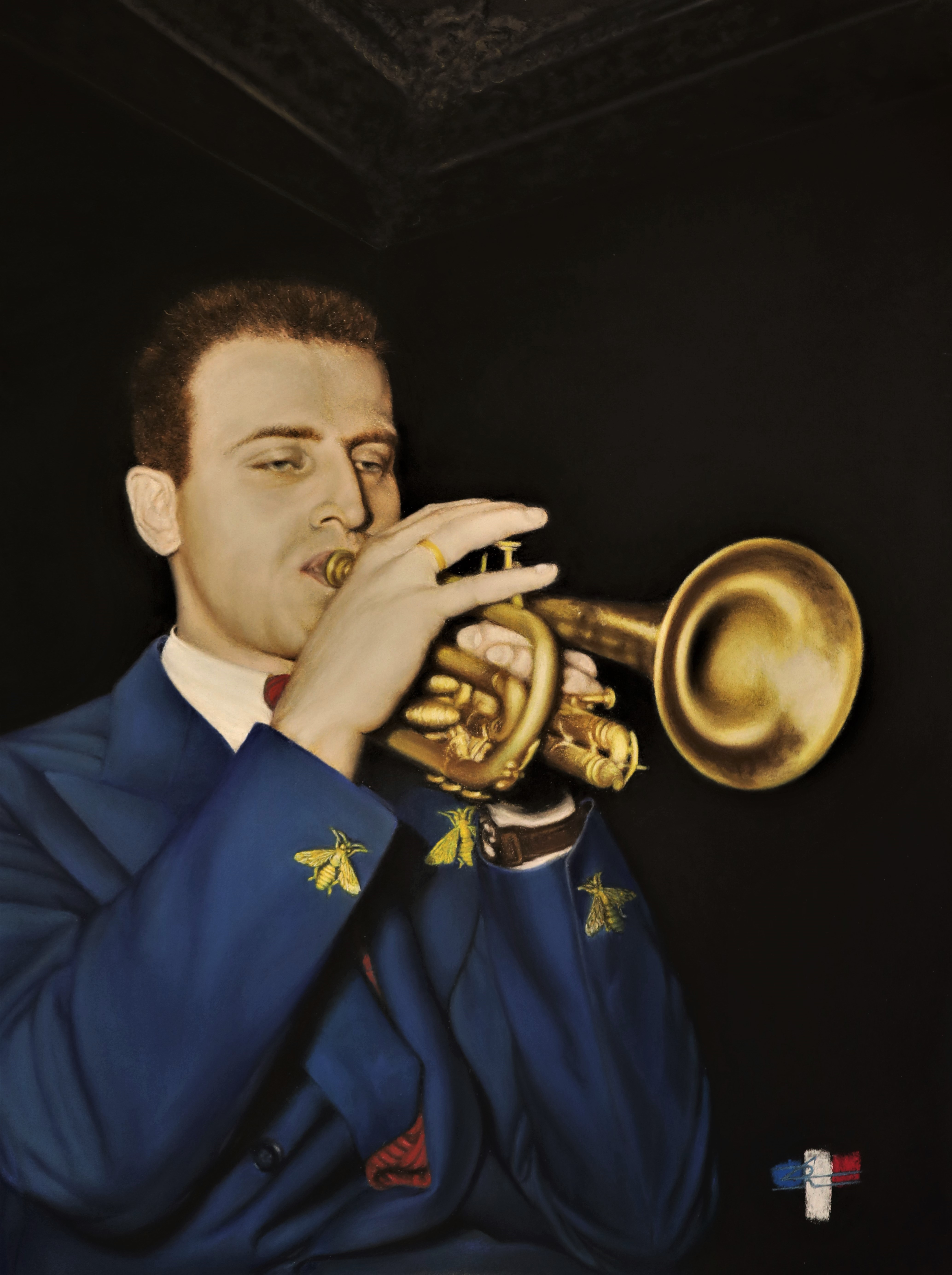
Boris Vian, aux abeilles Centraliennes ; pastel sec de René de Lenclos.

Boris Vian a écrit onze romans, quatre recueils de poèmes, des nouvelles, de nombreuses chroniques musicales (dans le magazine Jazz Hot), des scénarios de films, des centaines de chansons (notamment pour Magali Noël, Serge Reggiani et Juliette Gréco). Pour le théâtre, il est l'auteur de nombreuses pièces et de sketches réunis sous le générique Petits spectacles. À l'exception de quelques œuvres qui ont fait scandale à leur époque, l'ensemble du théâtre de Vian est resté longtemps méconnu . C'est une œuvre particulière, en cela que les pièces n'imposent pas de dénouement net. Ce qui selon D'Déé, permet aux interprètes et metteurs en scène choisir la lecture qu'ils en ont faite. La rigueur de Vian se retrouve dans les innombrables didascalies qui indiquent la direction dont il ne faut pas s'écarter. Et c'est dans ce mélange de rigueur et de liberté, déroutant pour le lecteur, que les professionnels du spectacle vivant comprennent les intentions cachées de l'auteur. C'est, selon Pestureau et D'Déé « Un théâtre qui se lit entre les lignes, s'écoute entre les répliques, se voit entre les images. Le message pérenne est caché derrière la satire. Il est actualisable à toutes les époques ».
Sous son propre nom, il a écrit des romans fantastiques, poétiques et burlesques, les plus connus étant entre autres L'Écume des jours, L'Automne à Pékin, L'Arrache-cœur et L'Herbe rouge. Sous de nombreux pseudonymes il a également publié des romans américains et surtout de nombreux articles. Il est par ailleurs auteur de pièces de théâtre, de nouvelles (L'Oie bleue, La Brume, Les Fourmis…), de chansons, et fervent défenseur de la 'Pataphysique.
Ses chansons, très nombreuses, et dont la liste est difficile à établir, car toutes n'ont pas encore été publiées, ont été chantées notamment par Jacques Higelin, Joan Baez. La plus célèbre est Le Déserteur, chanson antimilitariste composée à la fin de la guerre d'Indochine (soit le 15 février 1954), juste avant la guerre d'Algérie. Cette chanson fut censurée discrètement, mais le disque ne fut pas retiré de la vente. On laissa le stock s'écouler et on ne pressa pas de nouveaux exemplaires. Les modifications apportées par l'auteur au dernier quatrain litigieux, sur les conseils de Marcel Mouloudji n'ont donc eu aucun effet. Le disque fut réédité sans les attributions, et vendu clandestinement pendant la guerre d'Algérie.
Dans sa deuxième version, la chanson, chantée par Richard Anthony et par Peter, Paul and Mary sous le titre The Pacifist, connut un vif succès dans les années 1960, mais Vian était déjà mort. En 1964, Peter, Paul and Mary l'ont interprété en concert, en français.
Les dates de publication, de création ou de représentation des œuvres de Boris Vian varient selon les sources et toutes ne sont pas définitives. Pour les écrits, la date de publication est donnée en premier, pour le théâtre ou le cinéma : soit la date de création soit celle de la publication. Mais les dates varient selon les sources ce qui oblige à inverser les deux méthodes.

### Romans
Romans parus sous son nom
- 1946 : Vercoquin et le Plancton (1946) — le manuscrit a été rendu avec une couverture illustrée par Boris Vian annonçant : Vercoquin et le Plancton, par le révérend Boris Vian de la compagnie de Jésus, avec un portrait de l'auteur par tante Josée de Zamora[243],[note 22].

« - C'est ce que je pensais, dit-il. C'est mon copain Ganard. C'était toujours lui qui faisait le Bon Dieu quand on jouait une pièce à l'école ou quand on était en récréation - C'est bien cela dit l'abbé Grille. Ganard, qui l'aurait cru, n'est-ce pas ? C'était un cancre. Un cancre Ganard. Le Bon Dieu. Qui l'aurait cru ? » (L'Herbe rouge)
- 1947 : L'Écume des jours (1947).
- 1947 : L'Automne à Pékin (1947).
- 1950 : L'Herbe rouge (1950).
- 1953 : L'Arrache-cœur (1953).

Romans parus sous le pseudonyme de Vernon Sullivan
- 1946 : J'irai cracher sur vos tombes.
- 1947 : Les morts ont tous la même peau.
- 1948 : Et on tuera tous les affreux.
- 1950 : Elles se rendent pas compte (1948-1950).

Romans parus à titre posthume
- 1966 : Trouble dans les andains (1942-1943).
- 2020 : On n’y échappe pas de Boris Vian et l’Oulipo. — Pour le centenaire de sa naissance, les héritiers de Boris Vian ont demandé à l’Oulipo de terminer l'écriture d'un polar inachevé dont l’écriture a commencé en 1950[306],[307].

Roman inachevé
- Conte de fées à l'usage des moyennes personnes (1943).

### Recueils de nouvelles
Boris Vian a écrit une quarantaine de nouvelles, et même une soixantaine si l'on inclut la catégorie des chroniques romancées que Marc Lapprand a établie avec Gilbert Pestureau dans le cinquième volume des Œuvres complètes en 2001 aux éditions Fayard. Cette production exceptionnelle ne peut être comparée qu'avec un seul écrivain de sa génération : Daniel Boulanger (né en 1922). Gilbert Pestureau a souvent rapproché les nouvelles de Vian des compositions de jazz parce que « la première phrase musicale annonce le thème » et que la nouvelle est un texte court, solidement chevillé, mais qui laisse une place à une touche d'improvisation ou d'inattendu. Le classement est d'autant plus difficile qu'elles ont changé de recueil et les recueils ont changé de titre. Par exemple Les Fourmis sont le titre choisi en 1949 pour éditer aux éditions du Scorpion Les Lurettes fourrées qui parurent finalement en chapeau de l'édition posthume de L'Herbe rouge chez Jean-Jacques Pauvert en 1962 (Le Rappel, les Pompiers, Le Retraité) selon le choix de François Caradec.
- 1949 : Les Fourmis (1949).
- 1965 : Les Lurettes fourrées (1948-1949).
- 1970 : Le Loup-garou (1945-1953).
- 1980 : Écrits pornographiques (nouvelles, poésies, textes divers, 1946-1956).
- 1981 : Le Ratichon baigneur (1946-1952).

### Théâtre et opéra
- 1947 : L'Équarrissage pour tous, publié en 1950.
- 1948 : J'irai cracher sur vos tombes[312]
- 1950 : Le Dernier des métiers, publiée en 1965[313].
- 1950 : Un radical barbu pièce en un acte, sur laquelle Christelle Gonzalo indique que l'on a très peu de renseignements[314],
- 1951 : Tête de Méduse, jouée pour la première fois en 1974 à Abidjan, Côte d'Ivoire[315].
- 1951 : Archimède, pièce radiophonique écrite en 1951 et publiée pour la première fois par le Collège de 'Pataphysique en 2009.
- 1952 : Cinémassacre mis en scène par Yves Robert[316] (avec Rosy Varte, Guy Pierauld, Jean-Marie Amato[317]).
- 1953 : Le Chevalier de neige spectacle de plein air donné au Festival de Caen, qui est la première version de ce qui allait devenir un opéra joué à Nancy en 1957 sur une musique de Georges Delerue, livret auquel Vian a rajouté des scènes pour une version destinée à l'Opéra-comique, qui a été publiée en édition posthume chez Christian Bourgois de 1974 à 1987[318].
- 1954 : Série blême, publié en 1971[note 23].
- 1955 : Le Chasseur français, publié pour la première fois en 1970, il est mis en scène en 1975 au théâtre de la Villette par la Compagnie Pierre Peyrou-Arlette Thomas[319].
- 1956 : Chambre de célibataire, pièce en un acte restée inédite[320]
- 1957 : Les Bâtisseurs d'Empire ou le Schmürz écrite en 1957, publiée dans les dossiers du Collège de 'Pataphysique en 1959[321], édition posthume 1960[322].
- 1958 : Fiesta (Ballet puis opéra).
- 1964 : Le Goûter des généraux, pièce publiée en 1965 chez Jean-Jacques Pauvert avec les Bâtisseurs d'Empire[322], joué pour la première fois en langue allemande au Staatstheater de Brunswick le 4 novembre 1964[315].
- 1977 : Petits spectacles (1948 à 1959).
- 1982 : Opéras (Vian) (livrets d'opéra, 1958-1959).

### Poésies
« Quand même, décidez-vous : Daniel Rops ou Stendhal. Et ne protestez pas contre Char si Char fait mieux sa publicité que vous »
- 1944 : Cent sonnets.
- 1948 : Barnum's Digest (1946-1948).
- 1949 : Cantilènes en gelée (1946-1949).
- 1962 : Je voudrais pas crever (recueil) (1951-1959) recueil de 23 poèmes réunis à titre posthume par Noël Arnaud auxquels il a adjoint des articles réunis sous le titre Sur la littérature et la fonction de l'écrivain écrits en 1953 et 1954, inédits.
- 1966 : Poèmes et chansons.
- 1954 : Le Temps de vivre (Boris Vian).

### Essais
- 1951 : Manuel de Saint-Germain-des-Prés[324].
- 1950-1958 : Traité de civisme, publié en partie dans Les Temps modernes[325]. L'ensemble des textes a été rassemblé en 1979 par Guy Laforêt (Christian Bourgois), puis de nouveau revu et commenté par Nicole Bertolt en 2015, (Le Livre de poche)
- 1958 : En avant la zizique… et par ici les gros sous, Le Livre contemporain.

### Chansons
Les chansons de Boris Vian sont désormais étudiées dans les écoles. Un dossier du CNDP, avec bibliographie, est disponible en ligne.
On trouve une grande partie des chansons de Boris Vian dans le recueil Boris Vian 83 Chansons et Poèmes P/V/G. Mais l'inventaire intégral de ses chansons n'est pas encore terminé, bien que l'on ait déjà rassemblé 484 chansons et thèmes musicaux. Une liste complète offrirait pour le moment 535 titres de chansons (y compris non publiées), poèmes chantés et adaptations, selon le site Boris Vian : Œuvre chantée.
Entre autres :
- 1952 : Allons z'enfants.
- 1954 : Le Déserteur, pamphlet antimilitarisme qui a provoqué beaucoup de polémiques[330].
- 1954 : L'âme slave, exercice d'auto-dérision sur son patronyme car Boris Vian n'était pas d'origine slave. Chanson reprise par Jacques Higelin[331].
- 1954-1959 : À tous les enfants.
- 1954 : J'suis snob.
- 1954 : On n'est pas là pour se faire engueuler reprise par Coluche en 1979 avec le Grand Orchestre du Splendid[332], puis, en 2009, dans l'album collectif On n'est pas là pour se faire engueuler !.
- Mozart avec nous (sur les motifs de La Marche turque de W.A. Mozart).
- Barcelone.
- Les Joyeux bouchers[333], qui fait partie de la vingtaine de chansons écrites pour le spectacle La Bande à Bonnot en 1954[334],[335].
- 1955 : Je bois (chanson reprise par Les Charlots en 1969 -album Les Charlots Chantent Boris Vian[336]-).
- Bourrée de complexes.
- La Java des chaussettes à clous.
- Arthur, où t'as mis le corps ?
- 39 de fièvre (adaptation de Fever écrite par Joe Tex et dont la version chantée par Peggy Lee est la plus connue.)
- 1955[329] ou 1956[337] : La Complainte du progrès.
- 1955 : La Java des bombes atomiques, chanson antimilitariste, reprise par Serge Reggiani en 1968 et Les Charlots en 1969.
- 1955 : Le Petit Commerce.
- 1956 : Fais-moi mal Johnny, Pan, pan, pan, poireaux pomm' de terre.
- 1957 : Musique mécanique.
- 1958 : La Marche des gosses (Nick Nack Paddy Whack), adaptation française de The Children's Marching Song du film L'Auberge du sixième bonheur de Mark Robson (1958), Faut rigoler.
- 1958 : Blouse du dentiste, interprétée par Henri Salvador.
- 1959 : L'Arbre aux pendus, adaptation française de The Hanging Tree, chanson du générique de fin du film La Colline des potences de Delmer Daves (1959).

### Rock français

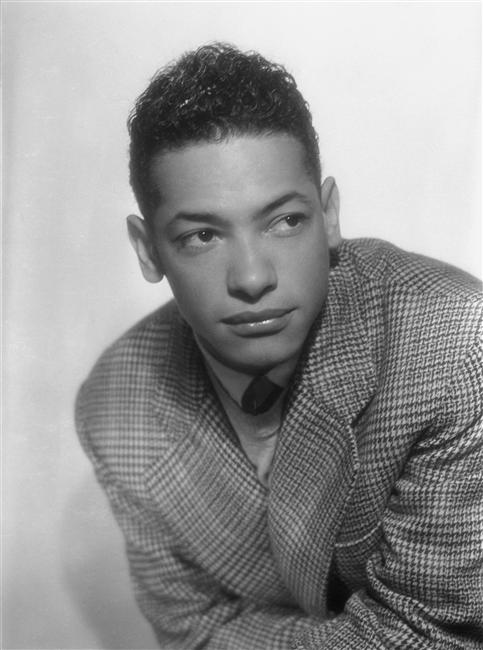
Henri Salvador, ami et complice de Boris Vian pour les chansons de rock'n roll (photo de 1946).

Selon Gilles Verlant, Boris Vian est, aux côtés de Henri Salvador, l'un des initiateurs du rock français dans les années 1950, alors qu'il détestait le rock (il trouvait les mélodies et textes rock simplistes). Il a écrit et adapté des tubes rock pour s'en moquer.
Boris Vian écrit les quatre premiers rocks en français, selon Gilles Verlant, sur des musiques de Michel Legrand, pour Henri Salvador en 1956 : Rock and Roll Mops, Va te faire cuire un œuf, Dis-moi que tu m'aimes et Rock Hoquet chantés par Henri sous le nom de Henry Cording.
Citons aussi Rock-feller, Fais-moi mal Johnny pour Magali Noël, D'où viens-tu Billy Boy pour Danyel Gérard. Toujours selon Gilles Verlant, Boris Vian aurait inventé le terme « tube » pour les chansons à succès surnommées auparavant « saucissons ».

### Traductions
Amoureux de la culture américaine, et souvent poussé par la nécessité, Vian a traduit en français divers textes américains, en particulier des romans noirs et des romans de science-fiction :
- Le Grand Horloger (The Big Clock) de Kenneth Fearing paru en juin 1947 aux Éditions Les Nourritures terrestres, rééditions : Nouvelles Éditions Oswald (NeO) in collection Le Miroir obscur no 8, 1988, Christian Bourgois in « collection Série B », 1999.
- Le Monde des Ā et sa suite Les Joueurs du Ā de A. E. van Vogt, parus en Rayon fantastique en 1953 et 1957.

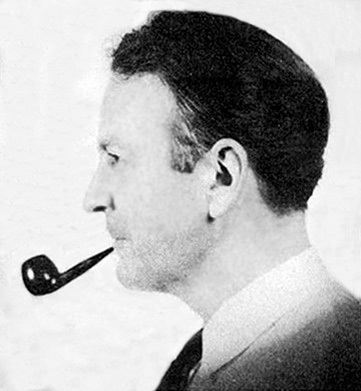
Raymond Chandler. Couverture arrière de la jaquette de La Dame du lac, roman traduit par Boris Vian.

- Le Grand Sommeil et La Dame du lac (avec Michelle Vian) de Raymond Chandler, parus en Série noire.
- Les femmes s'en balancent (Dames Don't Care), avec Michelle Vian, roman de Peter Cheyney paru en Série noire en 1949.
- Histoire d'un soldat (A Soldier's Story), les mémoires du Général Omar Bradley.
- Le Jeune Homme à la trompette, biographie romancée du trompettiste de jazz américain Bix Beiderbecke (1903-1931), rédigé par Dorothy Baker en 1938, traduit en 1951.
- L'Homme au bras d'or (roman) (Man with the Golden Arm), roman de Nelson Algren paru chez Gallimard en 1956.
- Le Cycle du Ā 1951-1957, plusieurs titres pour la collection Le Rayon fantastique de Gallimard, repris en 1966 au Club du livre d'anticipation.
- Tout smouales étaient les Borogoves, nouvelle de Lewis Padgett qui contient la première strophe du poème Jabberwocky de Lewis Carroll extrait de De l'autre côté du miroir :

Lfut bouyeure et les filuants toves
Gyrèrent et bilbèrent dans le loirbe […]
Tout smouales étaient les borogoves
Et les dcheux verssins hurliffloumèrent […]

### Journalisme, recueils d'articles
Boris Vian, qui qualifie les journalistes de « pisse-copie », est lui-même un mercenaire de la plume, notamment pour des revues comme Constellation. En tant que critique musical, il livre des articles à Jazz Hot, de 1946 à 1958, à Combat, et au Canard enchaîné, à la revue Les Temps modernes, nos 9 à 13, et 108 à 111. Plusieurs textes des écrits sur le jazz, ou des chroniques de presse ont été réunis en recueils. Claude Rameil rappelle que la collaboration de Boris Vian à Jazz Hot fut toujours bénévole, et qu'il avait lui-même l'intention de réunir tous ses articles de jazz en un seul volume sous le titre Tout le jazz. Les notes préparatoires qu'il a rédigées ont été rassemblées dans Écrits sur le jazz, chapitre les Inédits par Claude Rameil et la cohérie Boris Vian. Plus tard, Henri Salvador a confié à Noël Arnaud « [Boris], il était amoureux du jazz, ne vivait que pour le jazz, n'entendait, ne s'exprimait qu'en jazz ».
- 1946-1948 : Chroniques du menteur (recueil d'articles, de nouvelles, et d'essais parus dans Les Temps modernes, avec un texte inédit Impressions d'Amérique) publication posthume. Chroniques du menteur, 2006, édition de la Cohérie Boris Vian, Le Livre de poche-Hachette.
- 1946 à (mars) 1959[346]. Écrits sur le Jazz et Autres écrits sur le jazz, rassemblés par Claude Rameil, Christian Bourgois 1994, 1999, Cohérie Boris Vian, 2006 Le Livre de poche
- 1949-1949 Jazz in Paris 2006, édition de la Cohérie Boris Vian, Le Livre de poche-Hachette.

### Correspondance
- Correspondances 1932-1959, Fayard, 2020. Édition établie, présentée et annotée par Nicole Bertolt.

## Filmographie

### Scénariste
- 1952 : Saint-Tropez, devoir de vacances, court métrage de Paul Paviot
- 1941-1957 : Rue des ravissantes (recueil) publié chez Christian Bourgois en 1977 et en 1984 puis en Livre de poche (Les textes ont été écrits entre 1941 et 1957)
- 1958 : La Joconde : Histoire d'une obsession, court métrage de Henri Gruel
- 1959 : J'irai cracher sur vos tombes de Michel Gast

### Acteur
- 1948 : Ulysse ou Les Mauvaises Rencontres, court métrage d'Alexandre Astruc : le lotophage
- 1950 : Désordre, court métrage de Jacques Baratier : lui-même
- 1952 : Saint-Tropez, devoir de vacances, court métrage de Paul Paviot : lui-même
- 1952 : La Chasse à l'homme, court métrage de Pierre Kast[347]
- 1956 : Notre-Dame de Paris de Jean Delannoy : le cardinal de Paris[348]
- 1957 : Amour de poche de Pierre Kast : le gérant des bains
- 1958 : La Joconde : Histoire d'une obsession, court métrage de Henri Gruel : le professeur des sourires
- 1959 : Les Liaisons dangereuses 1960 de Roger Vadim : Prévan
- 1960 : Le Bel Âge de Pierre Kast : Boris

## Discographie
EP
- 1955 : Chansons possibles
- 1955 : Chansons impossibles

Album
- 1955 : Nouveau code de la route 1955 dit et commenté par Boris Vian
- 1956 : Chansons possibles et impossibles
- 1965 Boris Vian 100 chansons (Productions Jacques Canetti)
- 2016 Abécédaire de Boris Vian et Lucienne Vernay (Songbook + CD) (Productions Jacques Canetti/Editions Majestic)
- 2018 Vian par Debout sur le Zinc (Productions Jacques Canetti et DSLZ)
- 2019 Boris Vian ré édition (Productions Jacques Canetti)
- 2020 Boris Vian 100 ans 100 chansons (4 CD) (Productions Jacques Canetti)

## Adaptations au cinéma

### De ses œuvres
- 1959 : J'irai cracher sur vos tombes de Michel Gast, dont il est coscénariste.
- 1968 : L'Écume des jours, adapté et réalisé par Charles Belmont avec Jacques Perrin, Marie-France Pisier, Sami Frey, Annie Buron, Bernard Fresson, Alexandra Stewart.
- 1985 : L'Herbe rouge, téléfilm dont le réalisateur est Pierre Kast.
- 2013 : L'Écume des jours, tournage en 2012, dans une réalisation de Michel Gondry.

### De sa vie
- 2010 : Gainsbourg, vie héroïque, film de Joann Sfar. Boris Vian apparaît épisodiquement sous les traits de Philippe Katerine.
- 2011 : V comme Vian, téléfilm de Philippe Le Guay qui retrace une partie de sa vie. Il est incarné par Laurent Lucas.

### Documentaire
- 2011 : Le Cinéma de Boris Vian, documentaire de Yacine Badday et Alexandre Hilaire sur les rapports entre Vian et le monde du cinéma.

## Hommages et expositions

### Hommage cosmique
L'astéroïde (15382) Vian a été nommé en son honneur.

### Hommage philatélique
La Poste française a proposé à la cohérie Boris Vian de lancer un appel aux votes du public pour choisir le visuel d'un nouveau timbre à l'occasion du centenaire de la naissance de l'écrivain. Trois maquettes ont été proposées aux votes du 17 au 26 septembre 2019. Le visuel des artistes Patte & Besset a été retenu. Un concours « Vos plus beaux mots pour Boris » a également été lancé à cette occasion du 6 mars au 6 mai 2020. Le tirage de lancement du timbre a été fixé à 30 000 exemplaires.

### Hommage dans la presse
Le Nouveau Magazine littéraire (anciennement Le Magazine littéraire), dans son numéro de juin 2019, dédie quinze pages à Boris Vian, l'ensemble des articles étant coordonné Fabrice Colin avec l'aide d'Hervé Aubron.
Le magazine de télévision Télérama a consacré un numéro hors-série, paru le 28 février 2020 et entièrement consacré à l'auteur de L'Arrache-cœur.
À l’occasion du centième anniversaire de la naissance de l’écrivain, le journal Le Monde republie son numéro hors série intitulé « Boris Vian, l’écriture heureuse ».

### Hommage dans la bande dessinée
Piscine Molitor est une bande dessinée (album de 72 pages), publié chez Dupuis (Collection : Aire Libre) signée par Christian Cailleaux (dessin) et Hervé Bourhis (scénario) qui évoque les derniers instants de la vie de Boris Vian, à partir du matin du 23 juin 1959, où l'écrivain assis au bord de la Piscine Molitor à Paris, s'apprête à se rendre au cinéma pour assister à la projection du film adapté de son roman J'irai cracher sur vos tombes qui lui sera fatale. Cette BD recevra de bonnes critiques de la part de la presse française,.

### Hommages à l'occasion du centenaire de sa naissance
À l'occasion du centième anniversaire de la naissance de Boris Vian, de nombreuses manifestations, concerts, célébrations et manifestations ont été organisées dans toute la France dont une exposition dans les couloirs et les stations du réseau du métro parisien.

#### Spectacle
Le 31 janvier 2020, la ville de Ronchin (Nord) propose un hommage exceptionnel à Boris Vian, en invitant à l'Auditorium Bruno Coquatrix, le trompettiste et chanteur Éric Luter (fils du clarinettiste Claude Luter, ami de Boris Vian) et son quintette qui interpréteront ses chansons et des standards de jazz qu’il aimait et qu’il a été l’un des premiers à jouer en France.

#### Jeu d'évasion
Toujours en rapport avec la célébration du centenaire de Boris Vian, un projet d'escape game (« jeu d'évasion ») qui se décline sous deux formes est lancé par la metteuse en scène Julie Desmet Weaver qui s'inspire du roman L’Écume des jours.
Ce dispositif itinérant est composé d’un spectacle de théâtre numérique, ainsi que d’une installation de réalité virtuelle collective projetant le public à l’intérieur de la chambre de Colin, personnage central du roman. Cette adaptation, dénommée L’Écume des jours, rêverie virtuelle et sonore, se déroulera en deux parties : la première est un spectacle mêlant art vivant et numérique et qui reprend mot pour mot le texte de Boris Vian en accompagnant de vingt tableaux scéniques interactifs inspirés par le roman et la seconde partie se focalise sur une expérience en réalité virtuelle pour le public assistant au spectacle, ainsi projeté dans la chambre de Colin.
La communauté européenne a sélectionné ce spectacle pour être joué dans vingt capitales européennes durant l’année 2020 mais qui reste cependant en attente de validation en raison de la pandémie de Covid-19.

### Expositions dédiées
Une exposition, intitulée « Boris Vian, toujours Vivant » a été organisée à compter du 10 mars 2020 par le café des Deux Magots, endroit fréquenté par Boris Vian et ses amis.
Du 18 octobre 2011 au 15 janvier 2012, la Bibliothèque nationale de France (BnF) de Paris organise une exposition retraçant la vie et l'œuvre de l'écrivain.

### Odonymie et espaces culturels

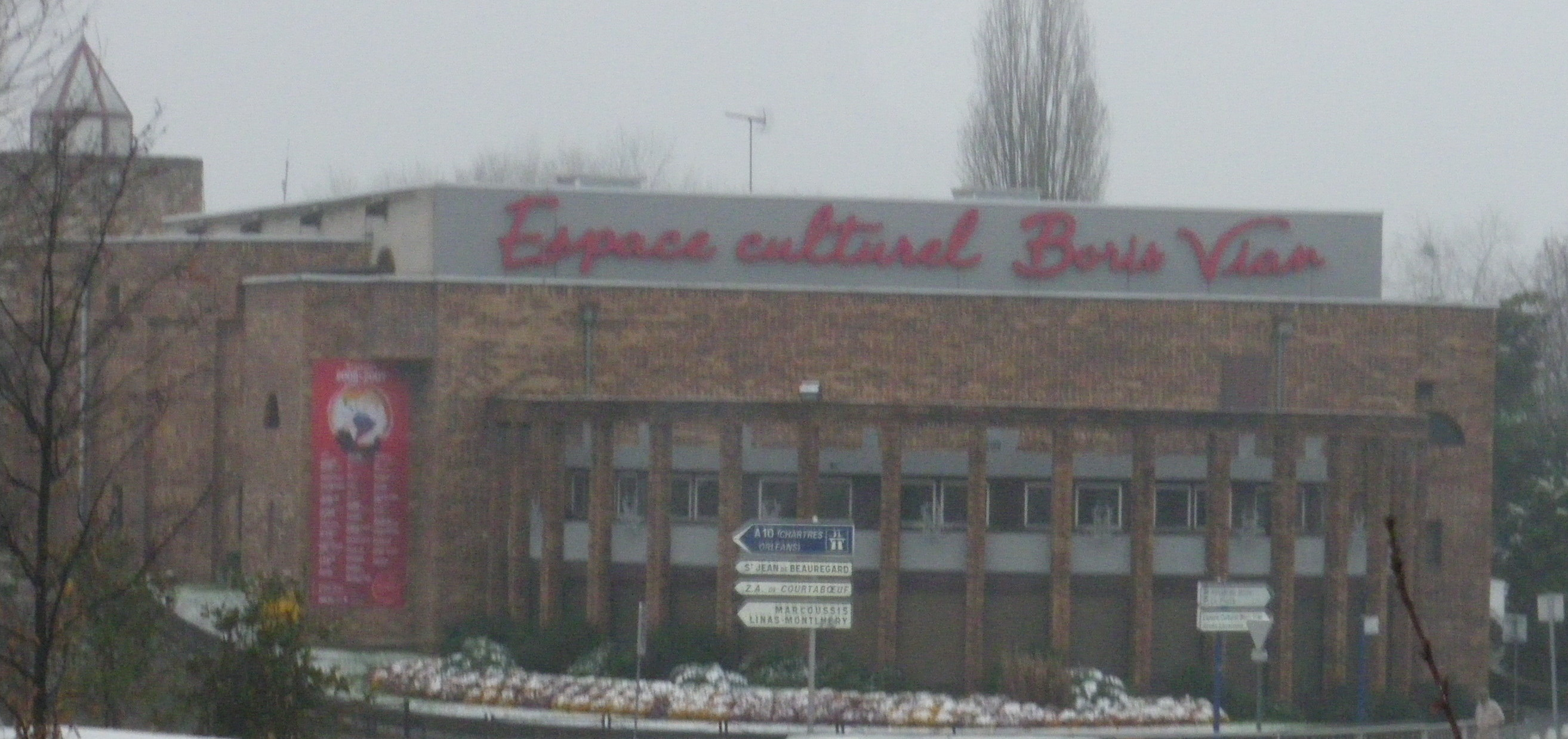
Centre culturel Boris Vian aux Ulis (Essonne).

#### Voies urbaines
Plusieurs voies et places dans différentes villes de France portent le nom de l'écrivain : à Paris, la rue Boris-Vian est une petite voie piétonne du 18e arrondissement dans le quartier de la Goutte-d'Or. En 2012, les héritiers de Boris Vian ont écrit une lettre au maire de la ville afin de l'alerter sur l'état de la rue en très mauvais état et demandent une rénovation du lieu par « respect pour la mémoire de l'écrivain ».
Il existe une avenue Boris Vian à Tours, préfecture de l'Indre-et-Loire, ainsi qu'à Vauréal dans le Val-d'Oise.

#### Espaces culturels
De nombreuses communes ont baptisé leurs bibliothèque ou leur médiathèque du nom de Boris Vian, notamment à Longjumeau dans l'Essonne, Pont-Évêque dans l'Isère, Grand-Couronne, dans la Seine-Maritime et Ville d'Avray, sa ville natale, qui y a organisé une exposition tout au long de l'année 2020 pour lui rendre hommage.
Afin de rendre hommage à Boris Vian, tout en se distinguant des autres communes, la ville de Capbreton, située dans les Landes (ou l'écrivain passa quelques vacances d'été) a choisi de dénommer son espace culturel Médiathèque L'écume des jours.
L'Espace culturel de la ville des Ulis (photo) dans l'Essonne qui accueille des concerts, des spectacles (salle pouvant accueillir jusqu'à 900 personnes) porte le nom de Boris Vian. La Maison pour tous Boris Vian est située à Montpellier.
Le théâtre Boris Vian est situé à Couëron, une commune située non loin de Nantes et rattachée à la communauté de Nantes Métropole.
L'auditorium Boris Vian, espace indépendant de la Grande halle de la Villette, est une salle en amphithéâtre de 300 places assises comprenant une scène de plain-pied et un grand écran avec un projecteur 16 mm et 35 mm.

#### Plaques commémoratives
En novembre 2023, la ville de Paris appose une plaque commémorative en hommage à Boris Vian au 98 rue du Faubourg-Poissonnière

### Établissements scolaires
De nombreuses écoles élémentaires et primaires portent le nom de l'écrivain mais aussi quelques collèges, notamment à Lille, Coudekerque-Branche et Croix (Nord), Saint-Priest (Rhône), Retournac (Haute-Loire), Talant (Côte d'Or), Marck (Pas-de-Calais) etc.
Le collège Boris Vian de Paris est situé 76, boulevard Berthier 17e arrondissement de Paris. L'établissement existait du vivant de l'écrivain et portait le nom de groupe scolaire de la Porte d'Asnières.

### Citations
Il existe beaucoup de citations souvent reprises depuis ses ouvrages et certaines ont marqué les esprits, dont notamment :
- « Ce qui m'intéresse, ce n'est pas le bonheur de tous les hommes, c'est celui de chacun » (L'Écume des jours, 1947).
- « Je ne veux pas gagner ma vie, je l’ai. » (L'Écume des jours, 1947).
- « C'est les jeunes qui se souviennent. Les vieux, ils oublient tout » (Les bâtisseurs d'Empire, 1957)
- « Le jour où personne ne reviendra d'une guerre, c'est qu'elle aura enfin été bien faite. »

#### Source radiophonique
- Fabrice Drouelle, « "J'irai cracher sur vos tombes" de Boris Vian alias Vernon Sullivan » [audio], émission Affaires sensibles (55 min), France Inter, 29 juin 2021.